# Souq

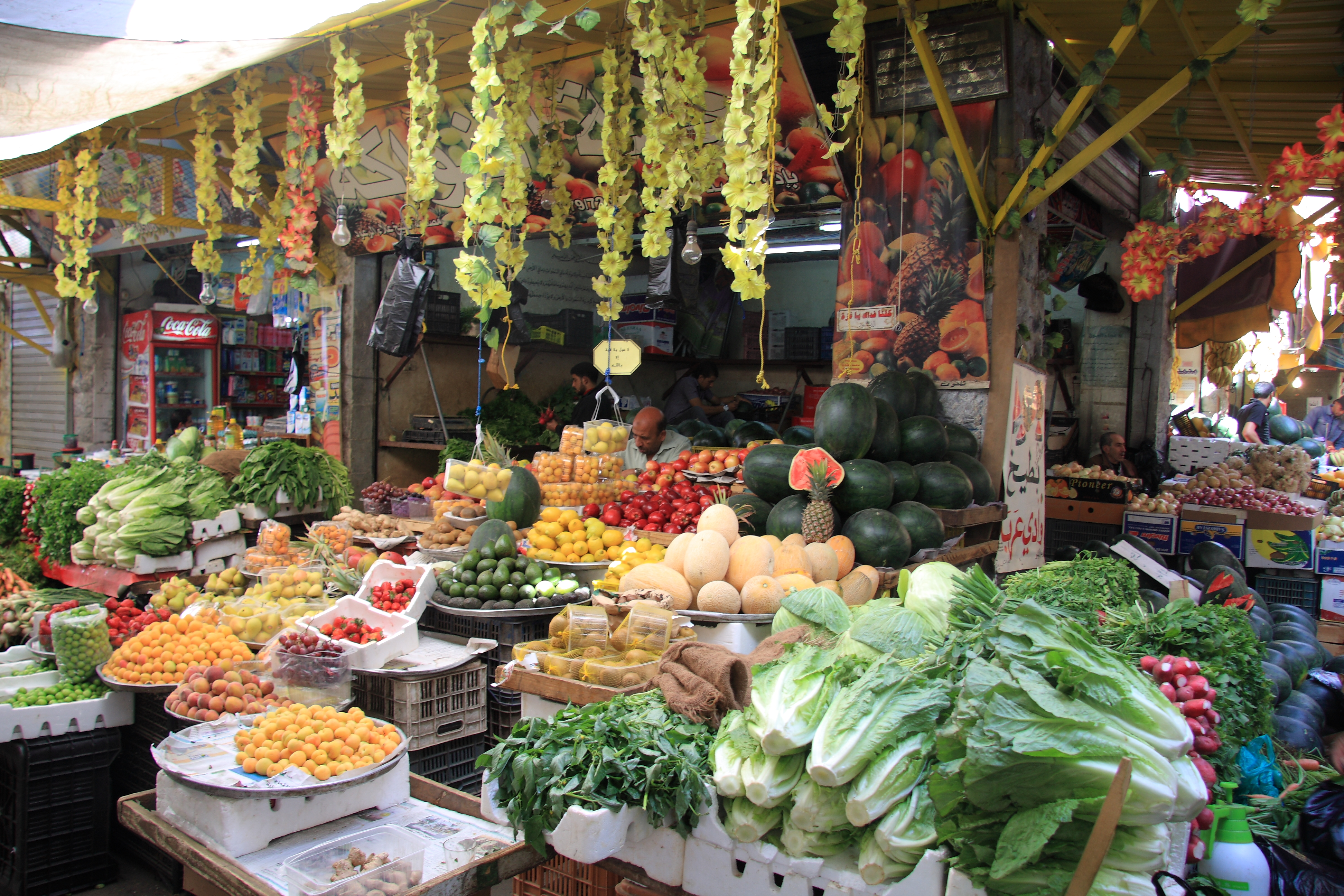
Souq ở Amman

Một Souq hoặc Souk (tiếng Ả Rập: سوق, tiếng Hebrew: שוק  שש shuq, tiếng Armenia: շուկա Shuka, Tây Ban Nha: Zoco, cũng đánh vần Shuk, shooq, soq, esouk, succ, suk, sooq, suq, soek) là một loại hình chợ hoặc khu thương mại ở Tây Á, Bắc Phi và một số thành phố vùng Sừng châu Phi (tiếng Amhara: ሱቅ sooq). Thuật ngữ souq đi theo nhiều lựa chọn thay thế ở các nơi khác nhau trên thế giới; ở Balkan, thuật ngữ bedesten được sử dụng; ở Malta, các thuật ngữ suq và đôi khi monti được sử dụng cho chợ; và ở miền bắc Morocco, socco tham nhũng Tây Ban Nha thường được sử dụng. Thuật ngữ Ba Tư tương đương là " bazaar ". Nói chung, souq đồng nghĩa với bazaar hoặc chợ, và thuật ngữ souq được sử dụng ở các nước nói tiếng Ả Rập. 
Bằng chứng cho sự tồn tại của souq có từ thế kỷ thứ 6 trước Công nguyên. Ban đầu souq được đặt bên ngoài thành, nhưng khi các thành phố trở nên đông dân hơn, souq được chuyển đến trung tâm thành phố và lối đi có mái che. Phân tích chi tiết về sự tiến hóa của souq là rất ít do thiếu bằng chứng khảo cổ học.
Vào thế kỷ 18 và 19, sự quan tâm của phương Tây đối với văn hóa phương Đông đã dẫn đến việc xuất bản nhiều cuốn sách về cuộc sống hàng ngày ở các nước Trung Đông. Souq, chợ và các hình thức thương mại nổi bật trong các bức tranh và chạm khắc, tác phẩm hư cấu và viết du lịch. Mua sắm tại souq hoặc bazaar là một phần tiêu chuẩn của cuộc sống hàng ngày trên khắp Trung Đông. Ngày nay, souq có xu hướng được tìm thấy ở khu trung tâm của thành phố (khu phố cổ) và thường là những điểm thu hút khách du lịch quan trọng.

## Từ nguyên và cách sử dụng

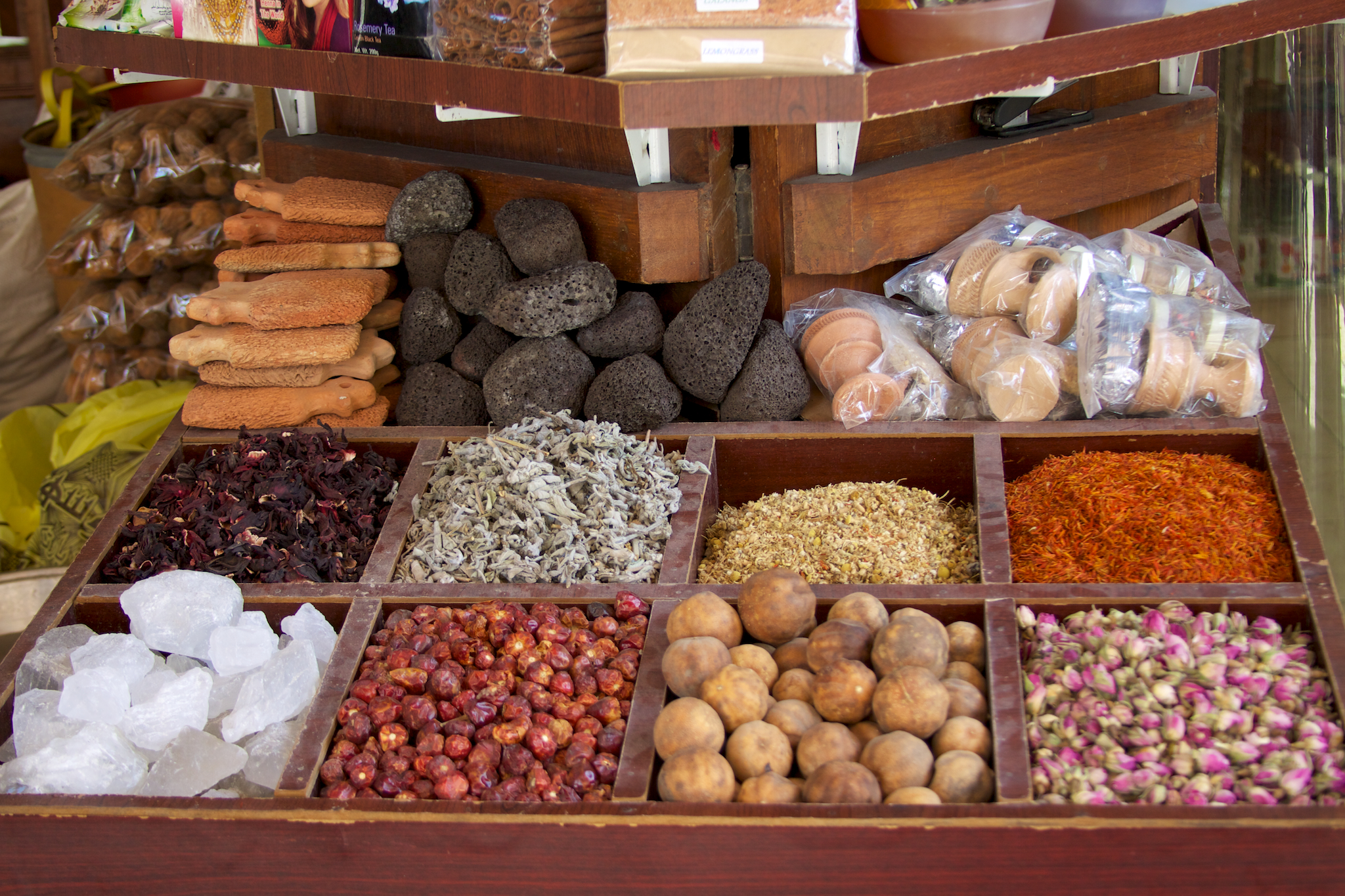
Souq ở Dubai, Deira Souks

Từ tiếng Ả Rập là một từ vay mượn từ tiếng Aram "šūqā" (đường phố, thị trường), bản thân nó là một từ mượn từ "sūqu" của tiếng Akkad (từ đường phố, từ "sāqu", nghĩa là hẹp hẹp). Chính tả souk nhập vào các ngôn ngữ châu Âu có thể thông qua tiếng Pháp trong thời Pháp chiếm đóng các nước Ả Rập Morocco, Algeria và Tunisia trong thế kỷ 19 và 20. Do đó, từ "souq" rất có thể dùng để chỉ các chợ truyền thống Ả Rập / Bắc Phi. Các cách viết khác của từ này liên quan đến chữ "Q" (sooq, souq, so'oq...) có thể được phát triển bằng tiếng Anh và do đó đề cập đến các thị trường truyền thống Tây Á / Ả Rập, vì chủ nghĩa thực dân Anh đã có mặt ở đó trong suốt thế kỉ 19 và 20.
Trong tiếng Ả Rập tiêu chuẩn hiện đại, thuật ngữ al-sooq dùng để chỉ các chợ theo cả nghĩa vật lý và ý nghĩa kinh tế trừu tượng (ví dụ, một người nói tiếng Ả Rập sẽ nói về sooq ở thành phố cổ cũng như sooq cho khái niệm về thị trường tự do Tiếng Việt là as-sūq al-ḥurr). Ở miền bắc Morocco, socco tham nhũng Tây Ban Nha thường được sử dụng như ở Grand Socco và Petit Socco của Tangiers. Ở tiểu lục địa, một tham nhũng khác, 'chowk', thường được sử dụng thay cho souq. Thuật ngữ này thường được sử dụng rộng rãi để chỉ định chợ ở bất kỳ thành phố Tây Á nào, nhưng cũng có thể được sử dụng ở các thành phố phương Tây, đặc biệt là những người có cộng đồng Hồi giáo.

## Lịch sử
Các nguồn tài liệu chỉ ra các chợ thường xuyên tại các thành phố Trung Đông từ đầu năm 550 BCE. Một souq ban đầu là một chợ ngoài trời. Trong lịch sử, souq được tổ chức bên ngoài các thành phố tại các địa điểm nơi các đoàn lữ hành dừng lại và thương nhân trưng bày hàng hóa của họ để bán. Souq được thành lập tại caravanserai, nơi các đoàn lữ hành hoặc đoàn lữ hành đến và ở lại để nghỉ ngơi và giải khát. Vì điều này có thể không thường xuyên, souqs thường mở rộng ra ngoài việc mua và bán hàng hóa để bao gồm các lễ hội lớn liên quan đến các hoạt động văn hóa và xã hội khác nhau. Bất kỳ souq nào cũng có thể phục vụ một chức năng xã hội như là một nơi để mọi người gặp gỡ, ngoài chức năng thương mại của nó. Những souq hoặc chợ này hình thành mạng lưới, liên kết các thành phố lớn với nhau trong đó hàng hóa, văn hóa, con người và thông tin có thể được trao đổi.
Từ khoảng thế kỷ thứ 10, khi các thành phố lớn tăng kích thước, souq hoặc thị trường đã chuyển sang trung tâm của các thành phố đô thị nơi nó trải dọc theo các đường phố thành phố, điển hình là theo mô hình tuyến tính. Trong khoảng thời gian này, souq mở thường xuyên cũng có mái che.
Trong các khu vực bộ lạc, nơi hoạt động của các loại souk theo mùa, tính trung lập từ các cuộc xung đột của bộ lạc thường được tuyên bố trong thời gian hoạt động của souq để cho phép trao đổi hàng hóa dư thừa. Một số chợ theo mùa được tổ chức vào các thời điểm cụ thể trong năm và được liên kết với các loại sản phẩm cụ thể như Suq Hijr ở Bahrain, được ghi nhận cho ngày của nó trong khi Suq 'Adan được biết đến với các loại gia vị và nước hoa. Mặc dù tính trung tâm của thị trường Trung Đông, tương đối ít được biết đến do thiếu bằng chứng khảo cổ học.

## Các loại hình

Souqs
Sibil El-Bed Vieh (Souk-el-Selak), Cairo, Ai Cập Sibil El-Bed Vieh (Souk-el-Selak), Cairo, Ai Cập
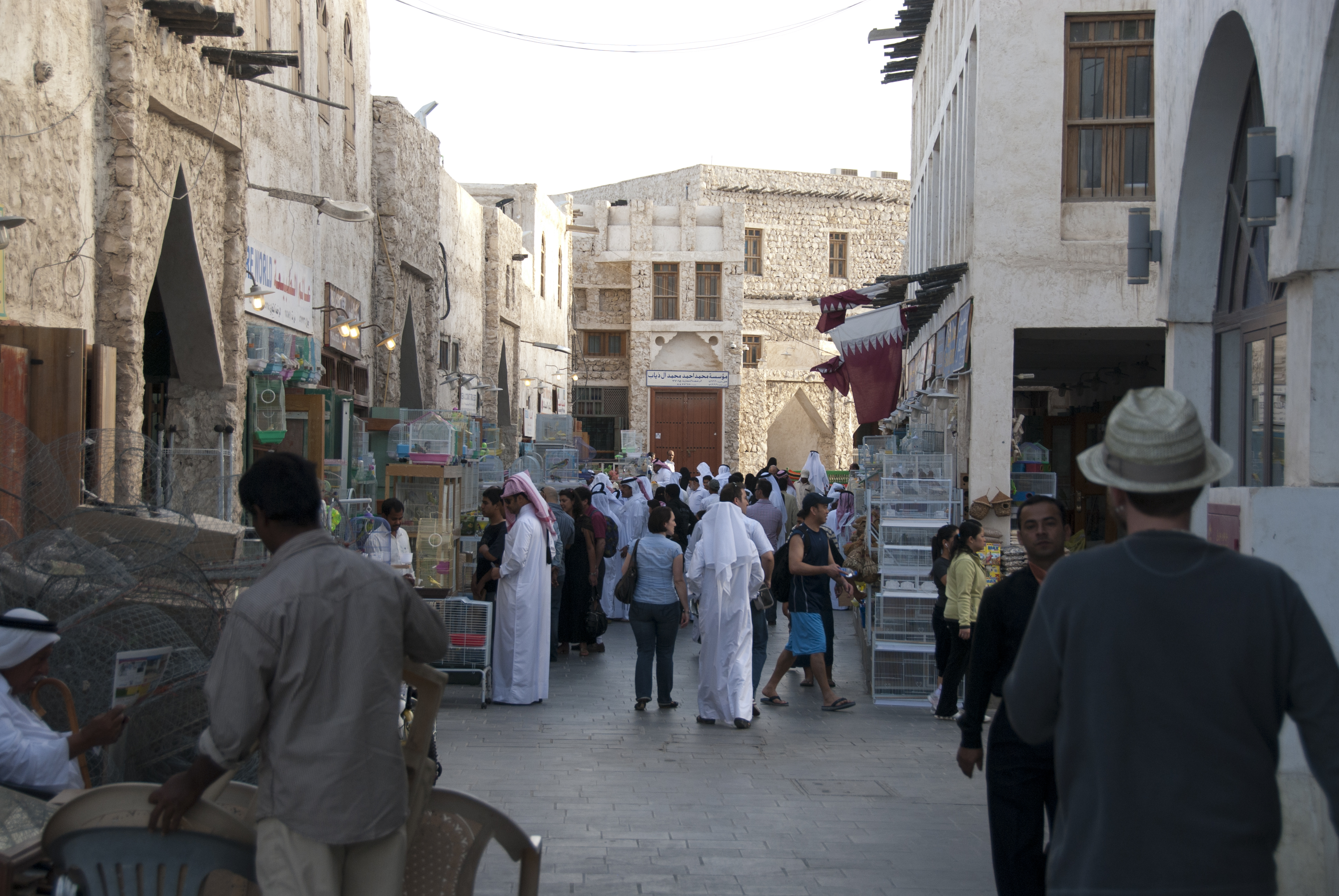
Souq Waqif ở Doha, Qatar
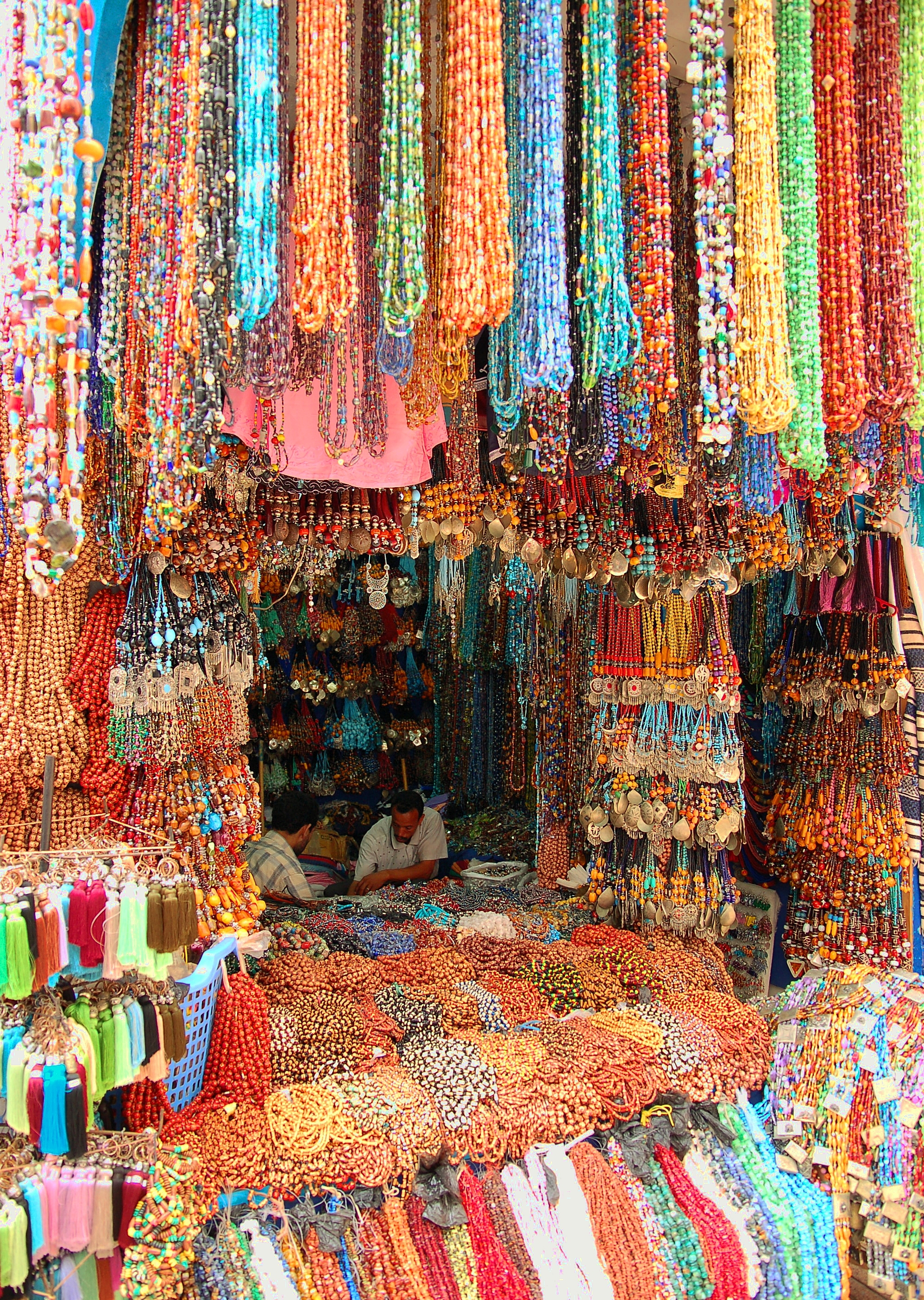
Ma-rốc, thành phố Essaouira
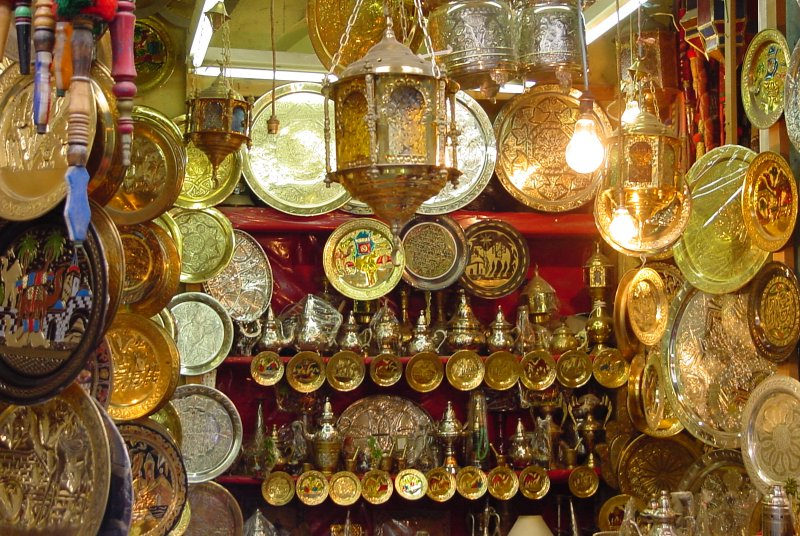
Souq ở Tunis
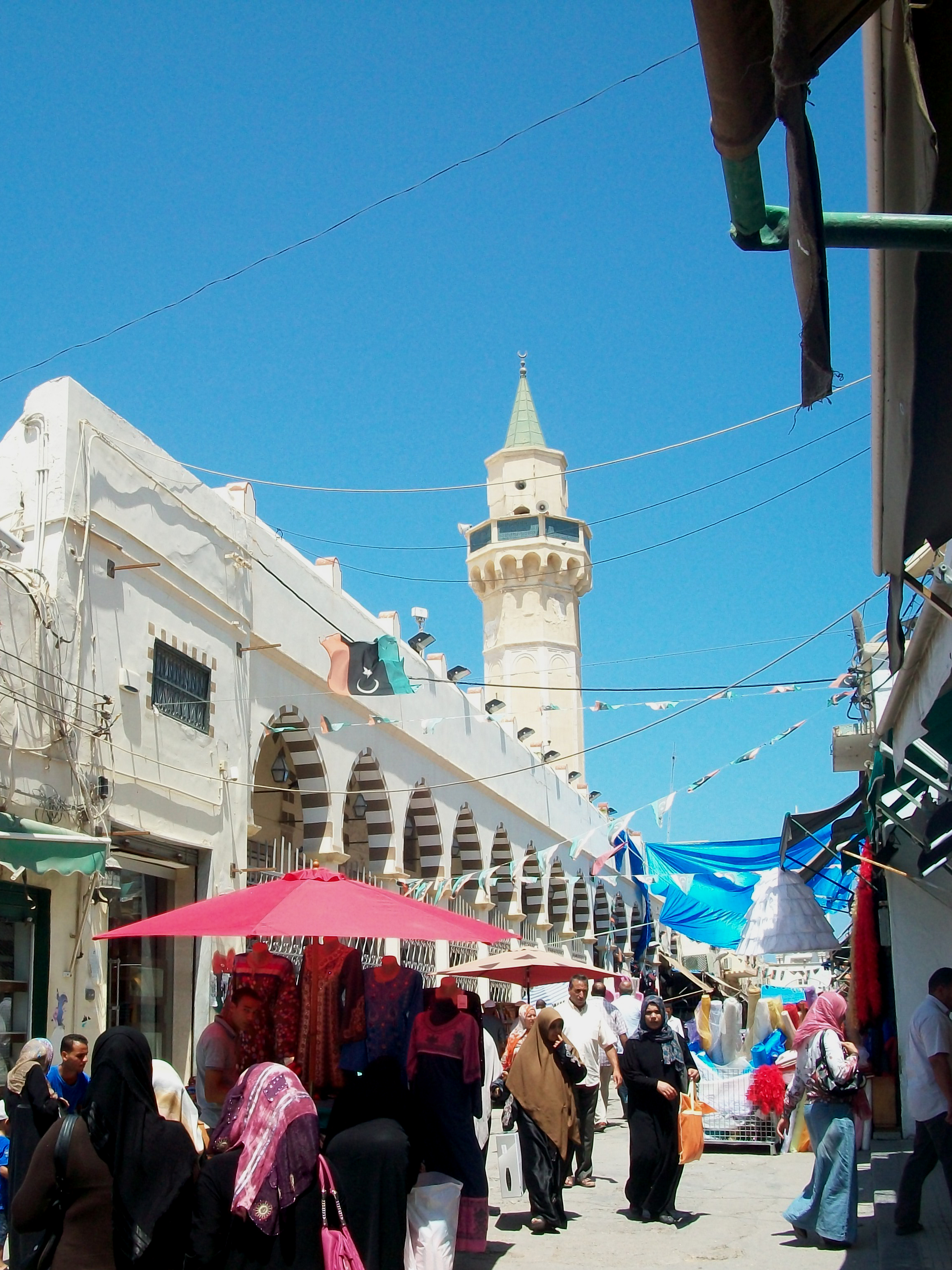
Souq El Mushir Đường Tripoli
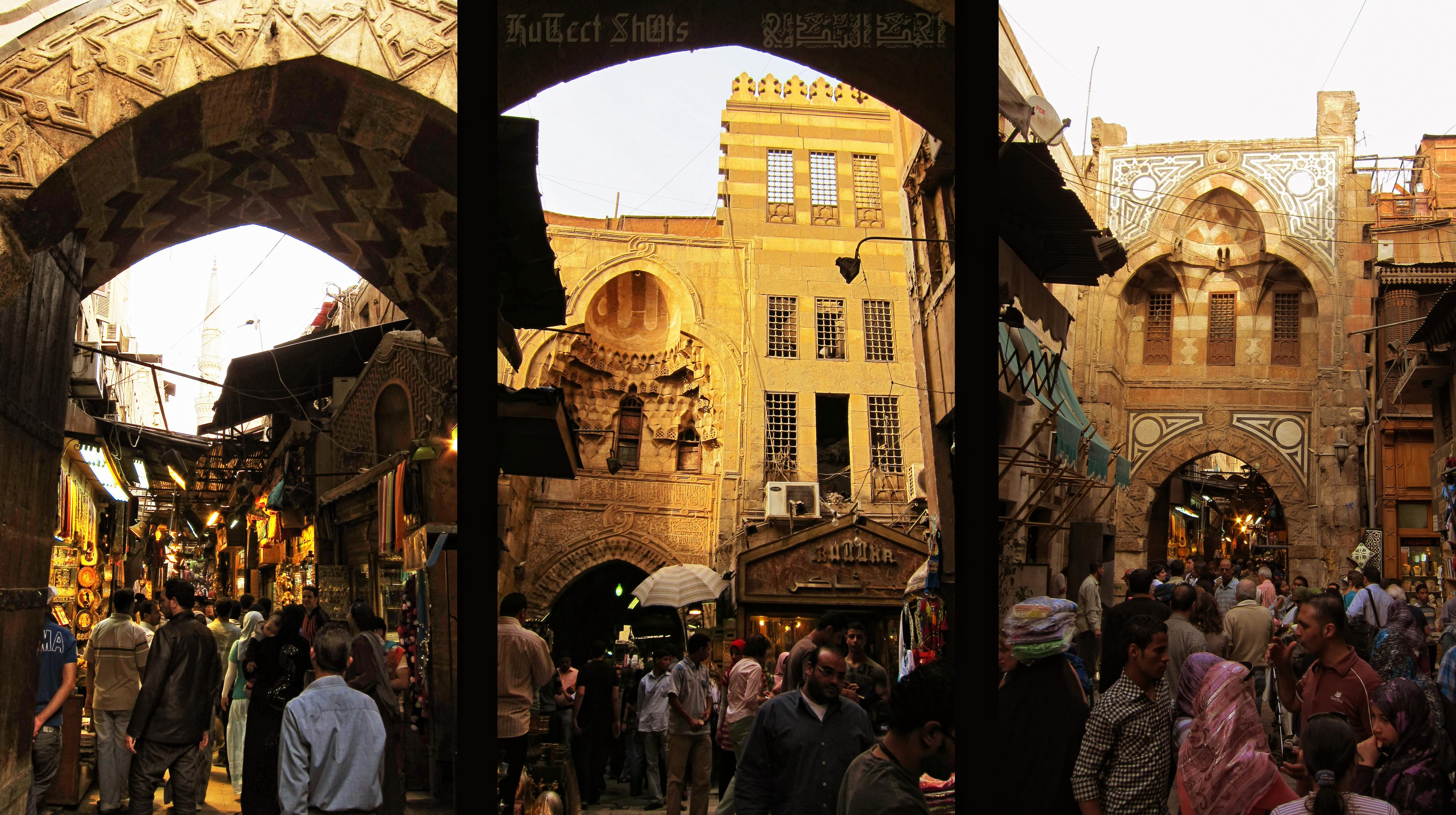
Phố Souk Khan El-Khalili (ششررن
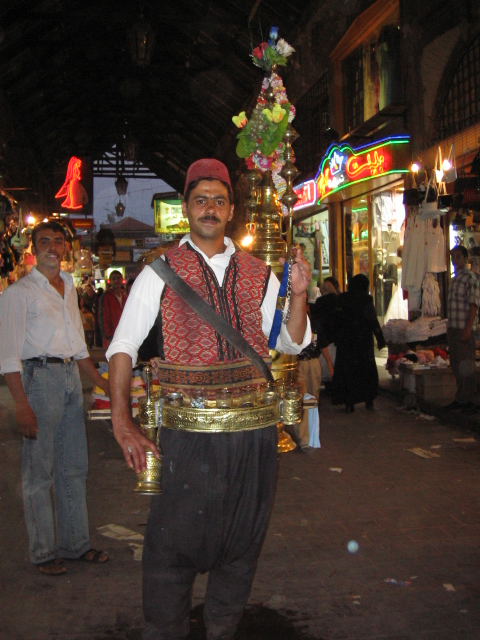
Một người đàn ông Syria mặc quần áo truyền thống phục vụ nước cam thảo ở chợ Homs
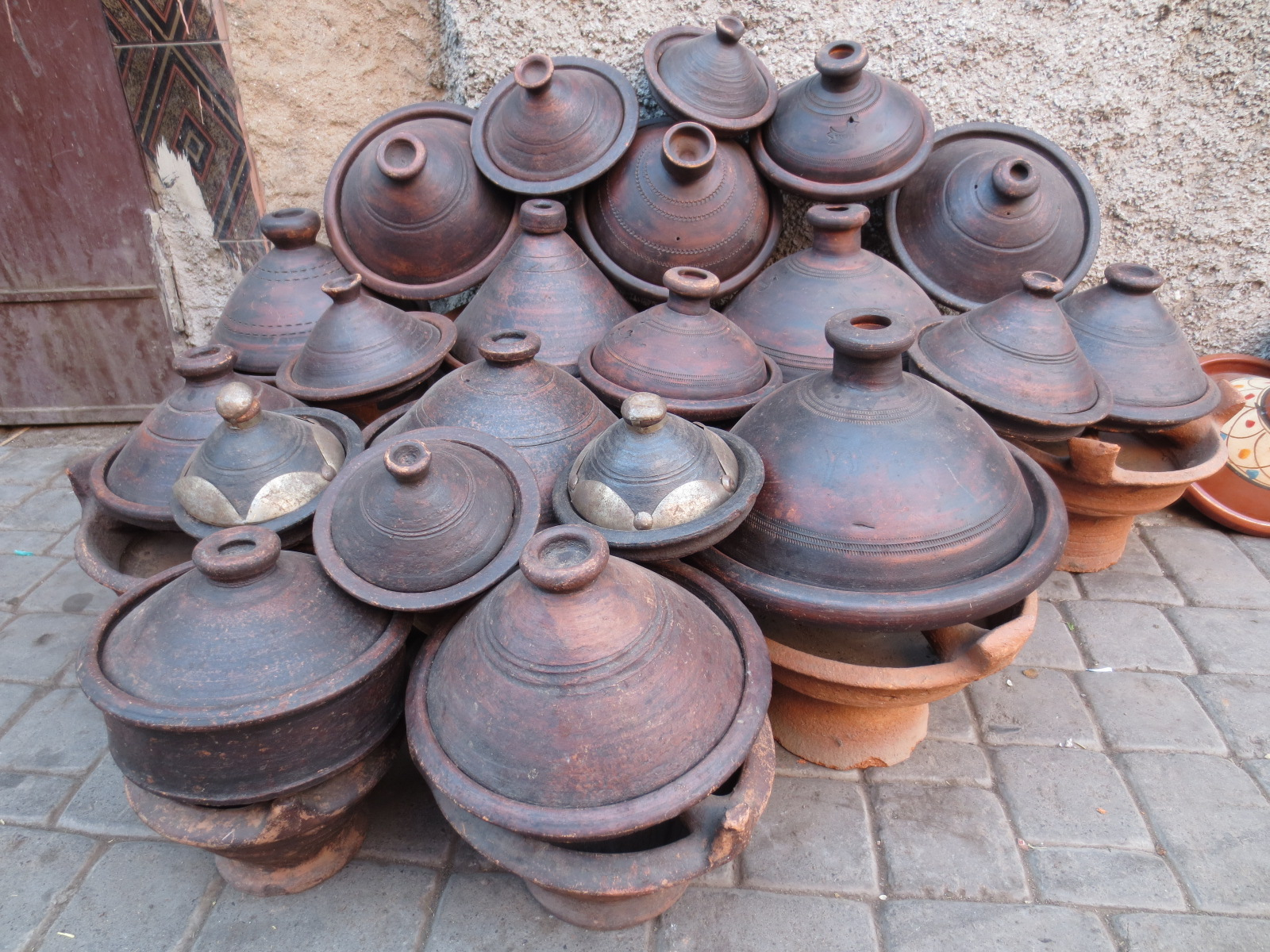
Nồi đất sét tagine truyền thống, được sử dụng để nấu tajine (món ăn)
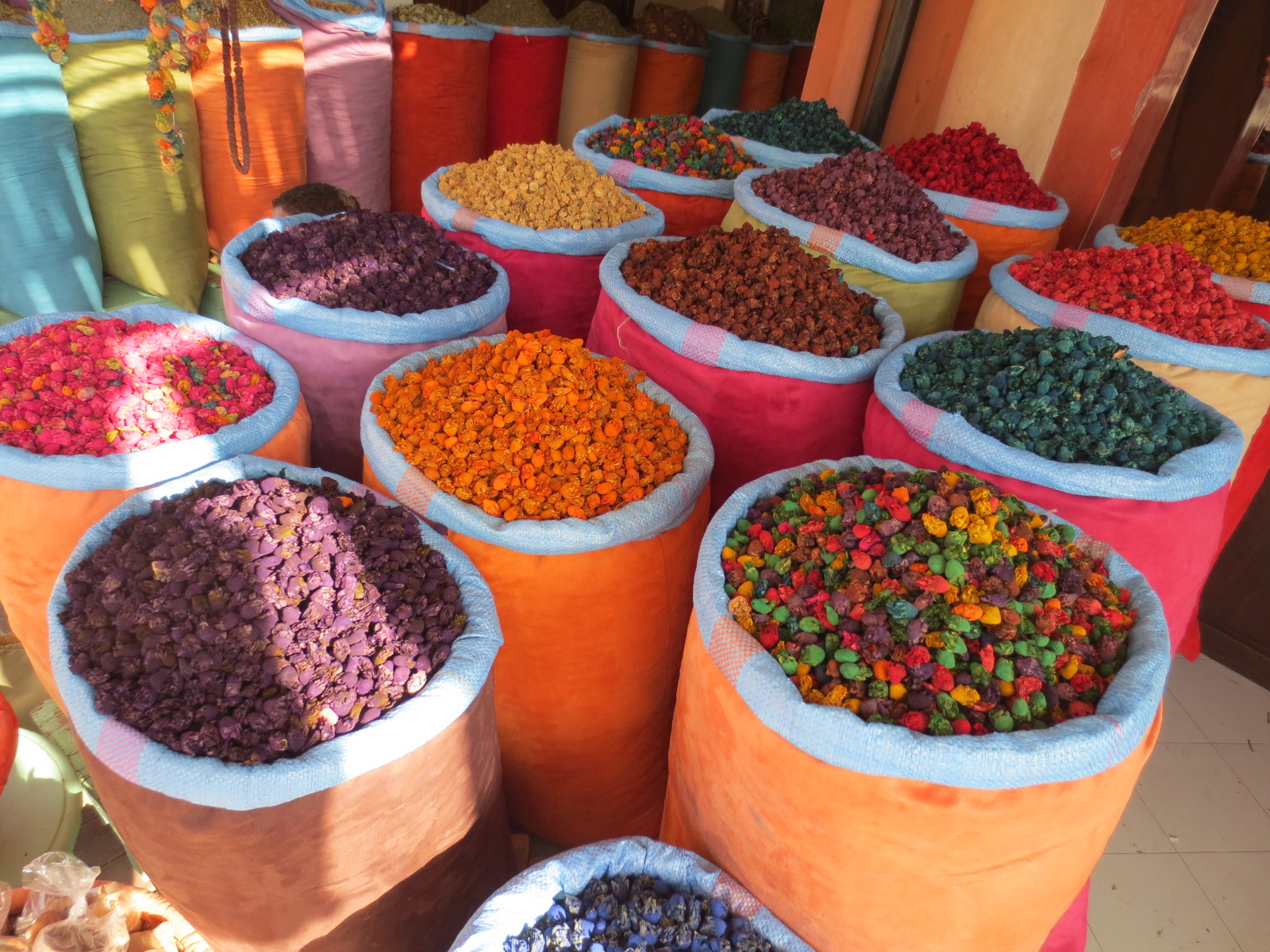
Souq ở ERICesh
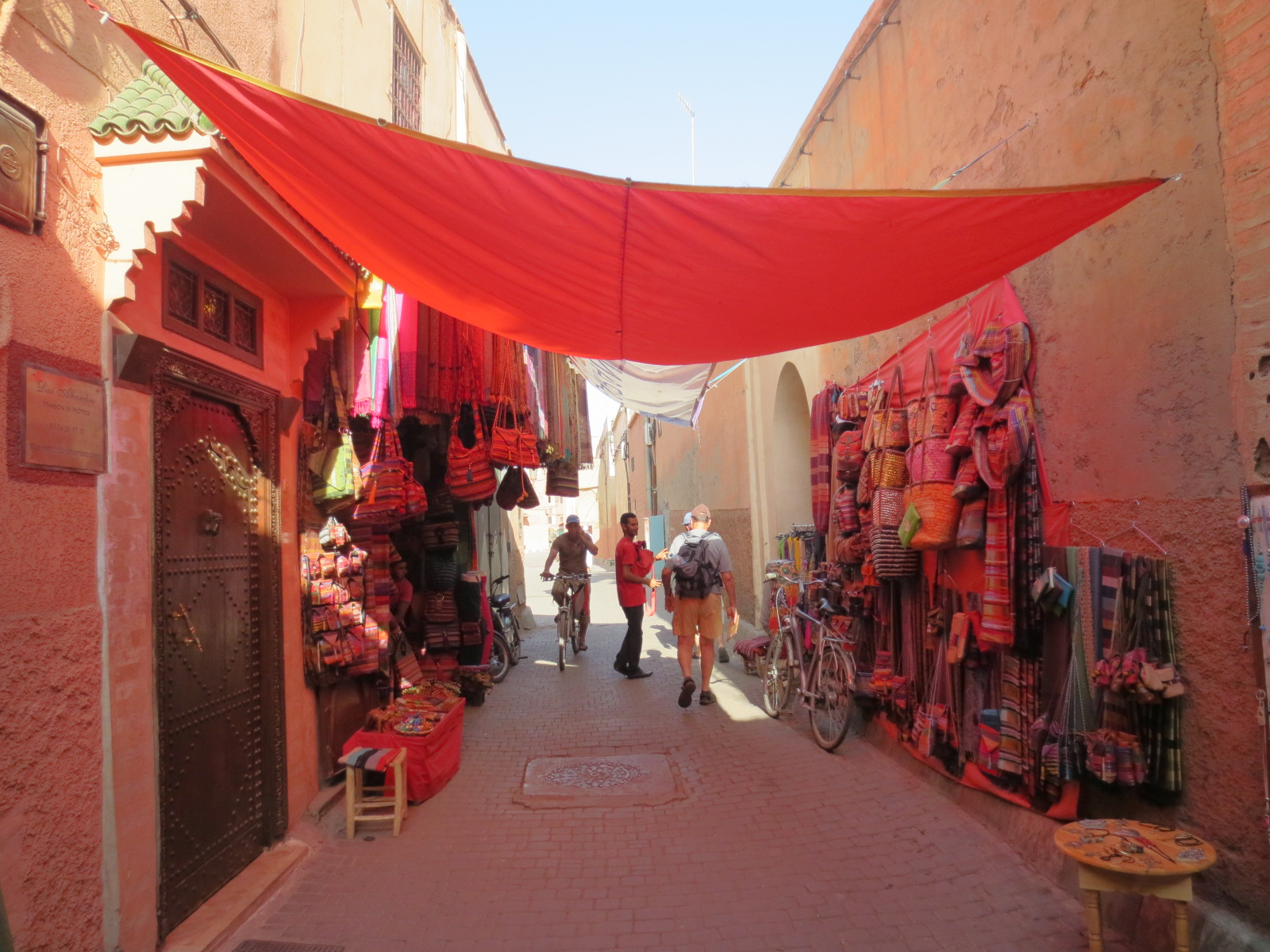
Souq của ERICesh

### Theo mùa

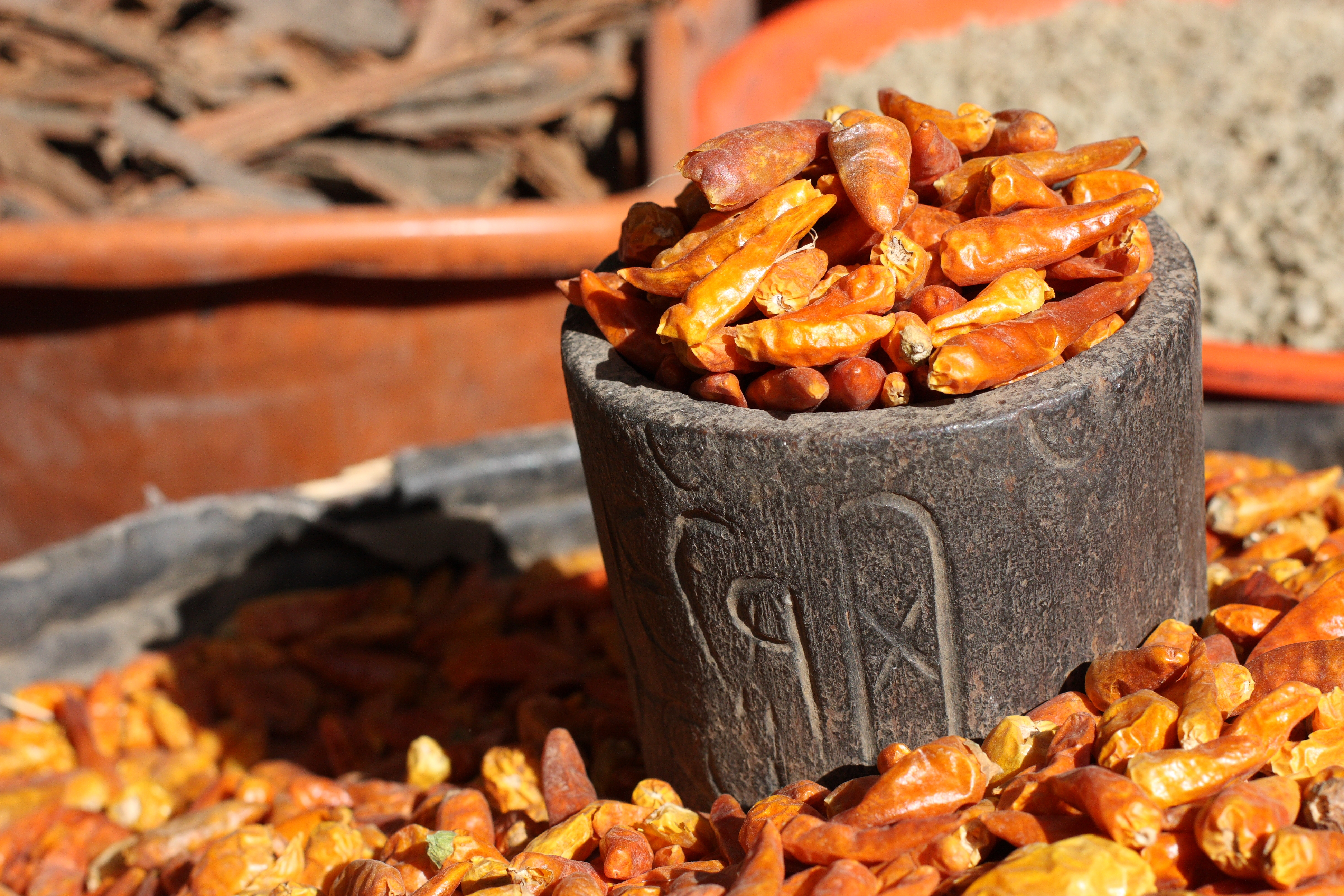
Ớt cayenne tại Souq ở Yemen, Souq Al Milh

Một souq tạm thời, theo mùa được tổ chức tại một thời điểm nhất định có thể là hàng năm, hàng tháng hoặc hàng tuần. Các souq lâu đời nhất được thiết lập hàng năm, và thường là các lễ hội chung được tổ chức bên ngoài các thành phố. Ví dụ, Souq Ukadh được tổ chức hàng năm vào thời tiền Hồi giáo ở một khu vực giữa Mecca và Ta'if trong tháng linh thiêng của Dhu al-Qi'dah. Trong khi một thị trường bận rộn, nó nổi tiếng hơn với các cuộc thi thơ, được đánh giá bởi các nhà thơ nổi tiếng như Al-Khansa và Al-Nabigha. Một ví dụ về souq hàng năm của đạo Hồi là Al Mirbid ngay bên ngoài Basra, cũng nổi tiếng với các cuộc thi thơ ngoài các hoạt động kể chuyện của nó. Souq tạm thời có xu hướng được biết đến với các loại sản phẩm cụ thể. Ví dụ, Suq Hijr ở Bahrain được ghi nhận cho ngày của nó trong khi Suq 'Adan được biết đến với các loại gia vị và nước hoa. Những thay đổi chính trị, kinh tế và xã hội chỉ còn lại những souq nhỏ theo mùa bên ngoài các làng và thị trấn nhỏ, chủ yếu bán vật nuôi và nông sản.
Chợ hàng tuần đã tiếp tục hoạt động trên khắp thế giới Ả Rập. Hầu hết trong số họ được đặt tên từ ngày trong tuần mà họ được tổ chức. Họ thường có không gian mở được chỉ định cụ thể để sử dụng trong các thành phố. Ví dụ về các chợ còn tồn tại là Chợ Thứ Tư ở Amman chuyên bán các sản phẩm đã qua sử dụng, chợ Ghazl được tổ chức vào thứ Sáu hàng tuần tại Baghdad chuyên về vật nuôi; Chợ Fina ở Marrakech cung cấp các hoạt động biểu diễn như ca hát, âm nhạc, nhào lộn và các hoạt động xiếc.

### Thường xuyên
Souq thường xuyên xảy ra phổ biến hơn, nhưng ít nổi tiếng hơn khi họ tập trung vào hoạt động thương mại, không phải giải trí. Cho đến thời đại Umayyad, souqs vĩnh viễn chỉ là một không gian mở, nơi các thương nhân sẽ mang vào các quầy hàng di động của họ vào ban ngày và loại bỏ chúng vào ban đêm; không ai có quyền đối với sân cụ thể và nó thường là người đến trước được phục vụ trước. Trong thời đại Umayyad, các chính phủ đã cho thuê, và sau đó bán các địa điểm cho các thương nhân. Các thương nhân sau đó xây dựng các cửa hàng trên các địa điểm của họ để lưu trữ hàng hóa của họ vào ban đêm. Cuối cùng, khu vực bao gồm một souq có thể được lợp trên. Với những con hẻm dài và hẹp, Souq al-Madina là chợ lâu đời có mái che lớn nhất thế giới, với chiều dài xấp xỉ 13 km. Souq Al-Madina là một phần của Thành phố cổ Aleppo, Di sản Thế giới được UNESCO công nhận từ năm 1986. 

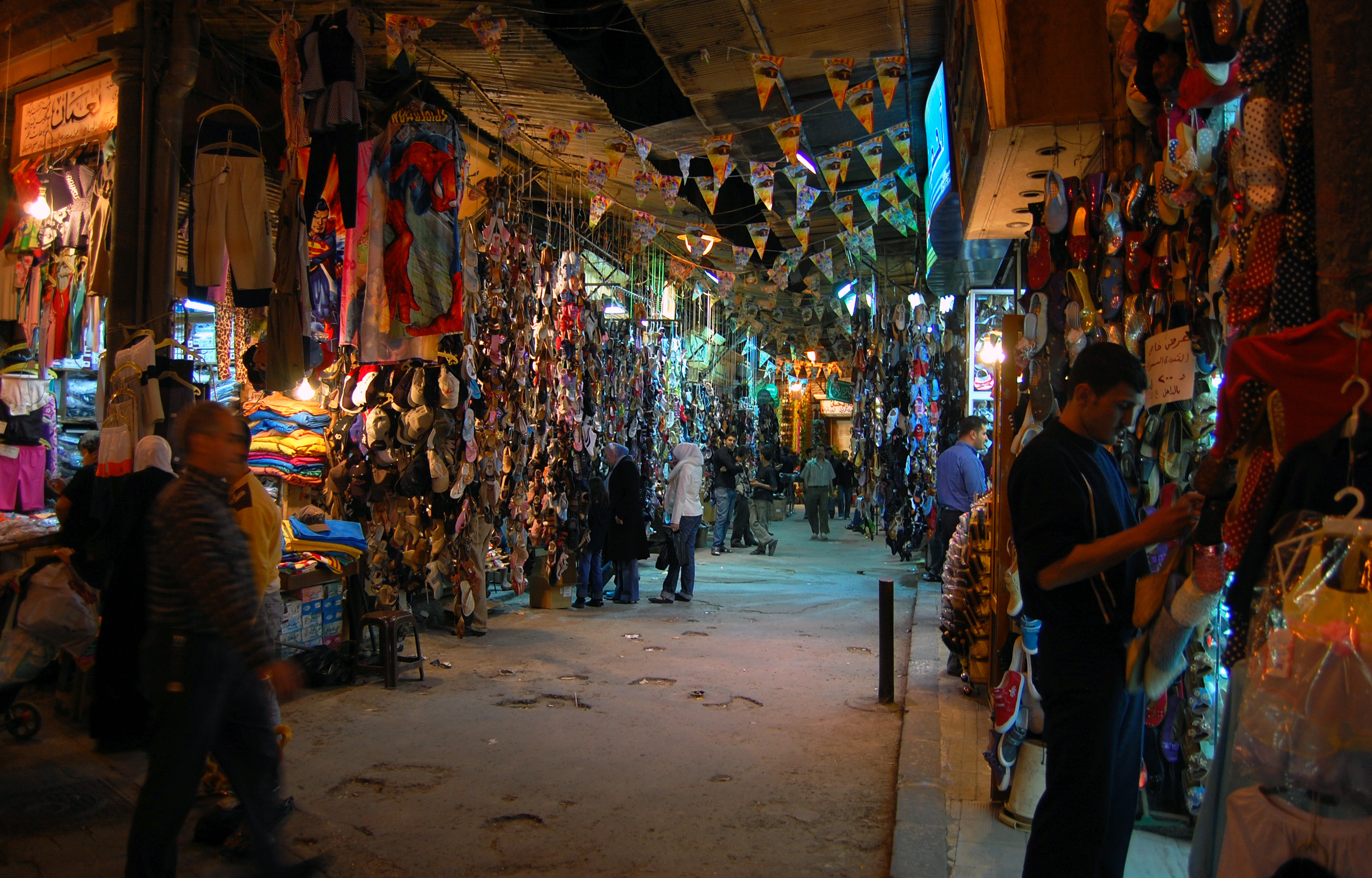
Souq al-Madina ở Aleppo, Syria
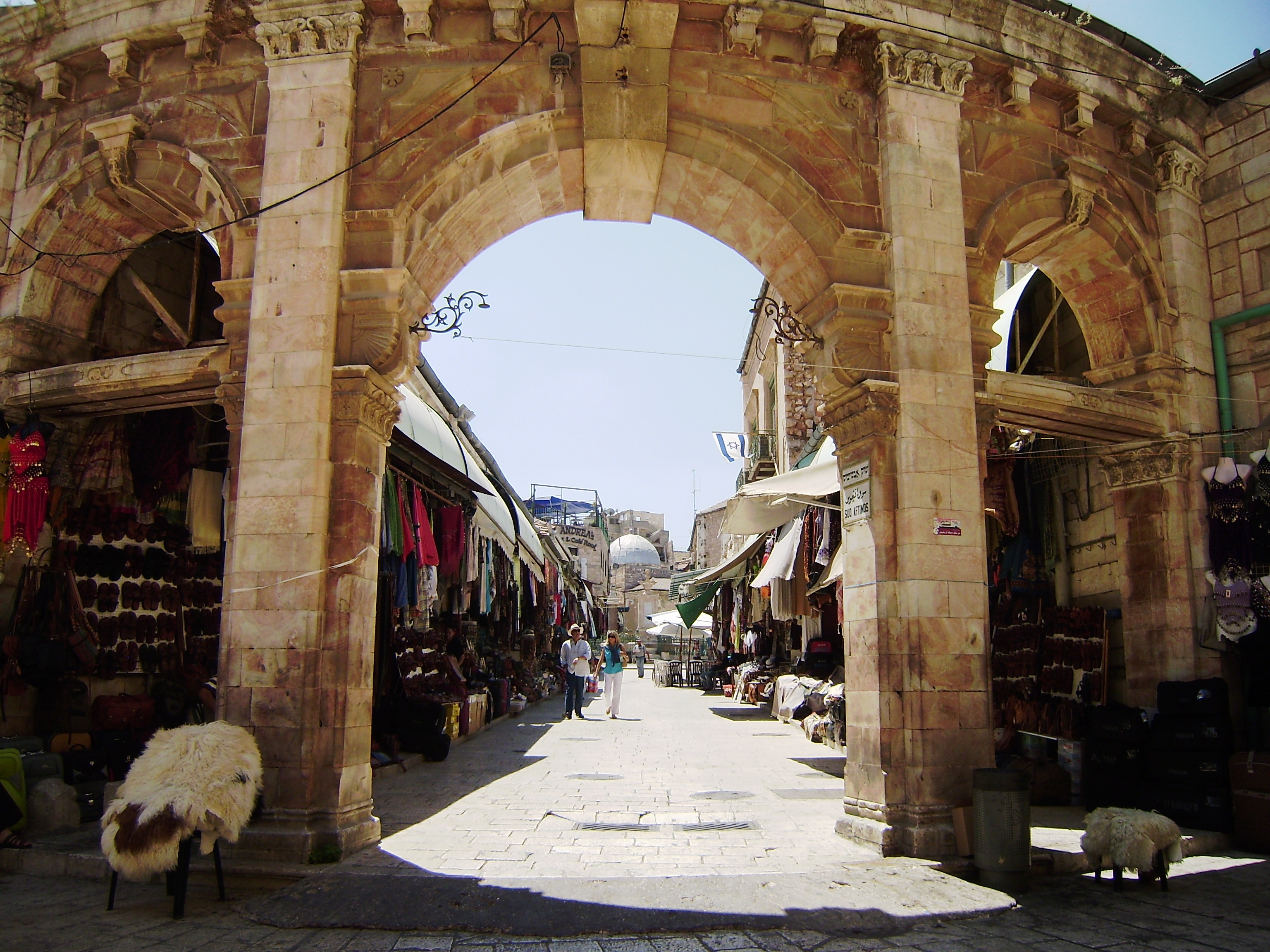
Lối vào Souq ở Jerusalem
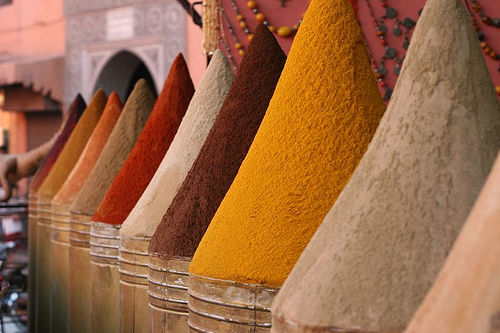
Chợ gia vị, ERICesh
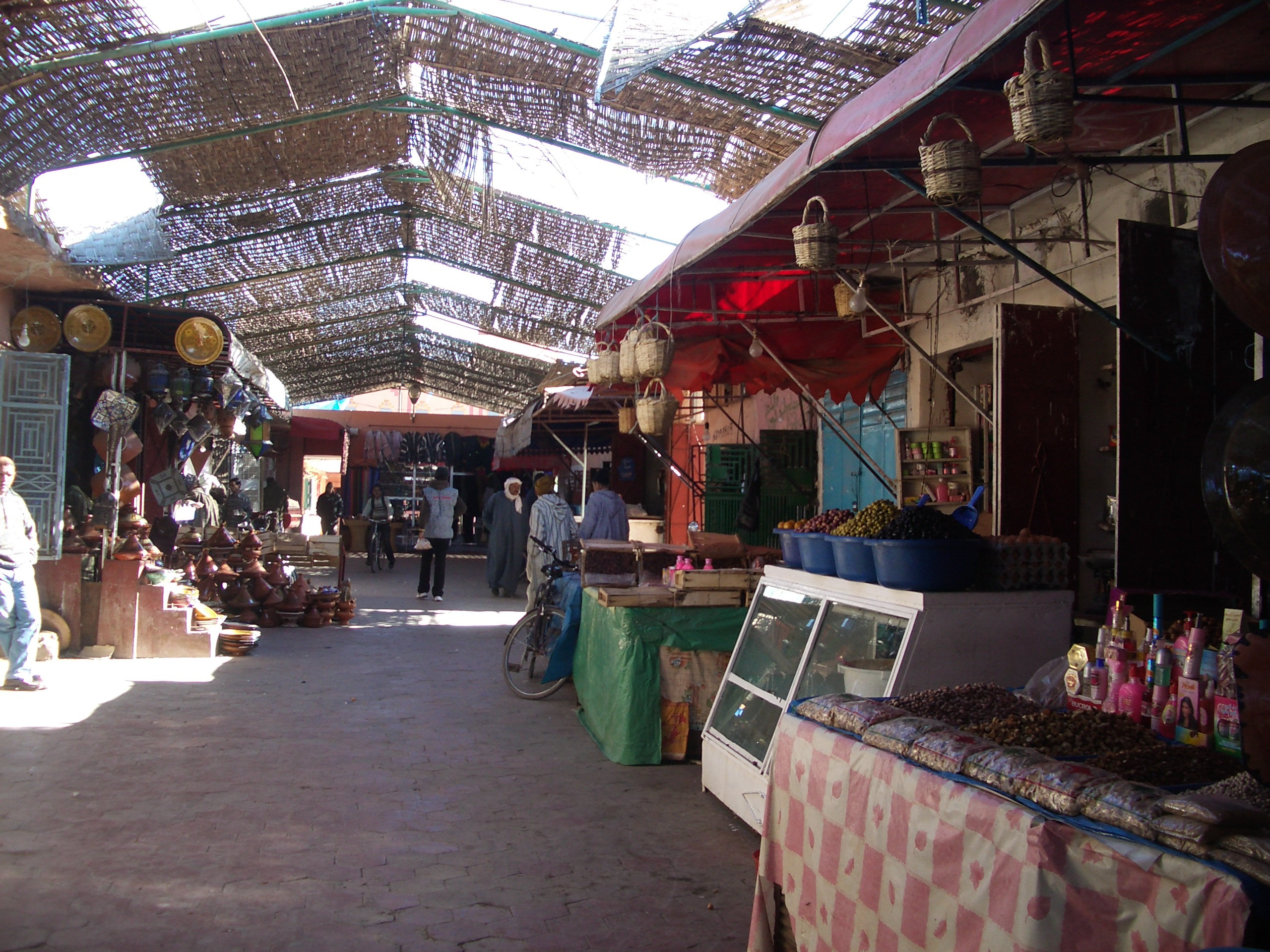
Ouarzazate Souq.
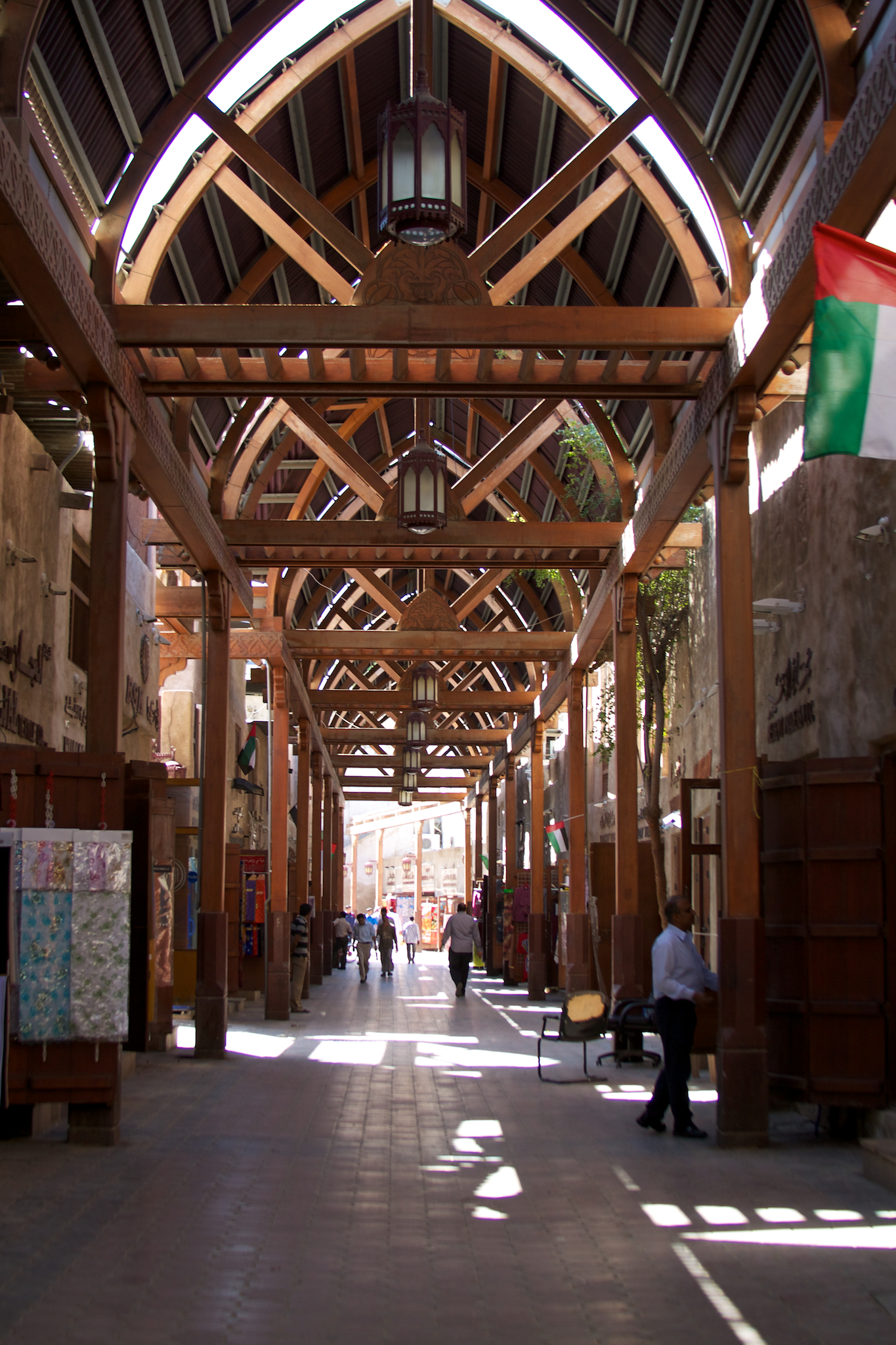
Souqs được bảo hiểm tại Bur Dubai
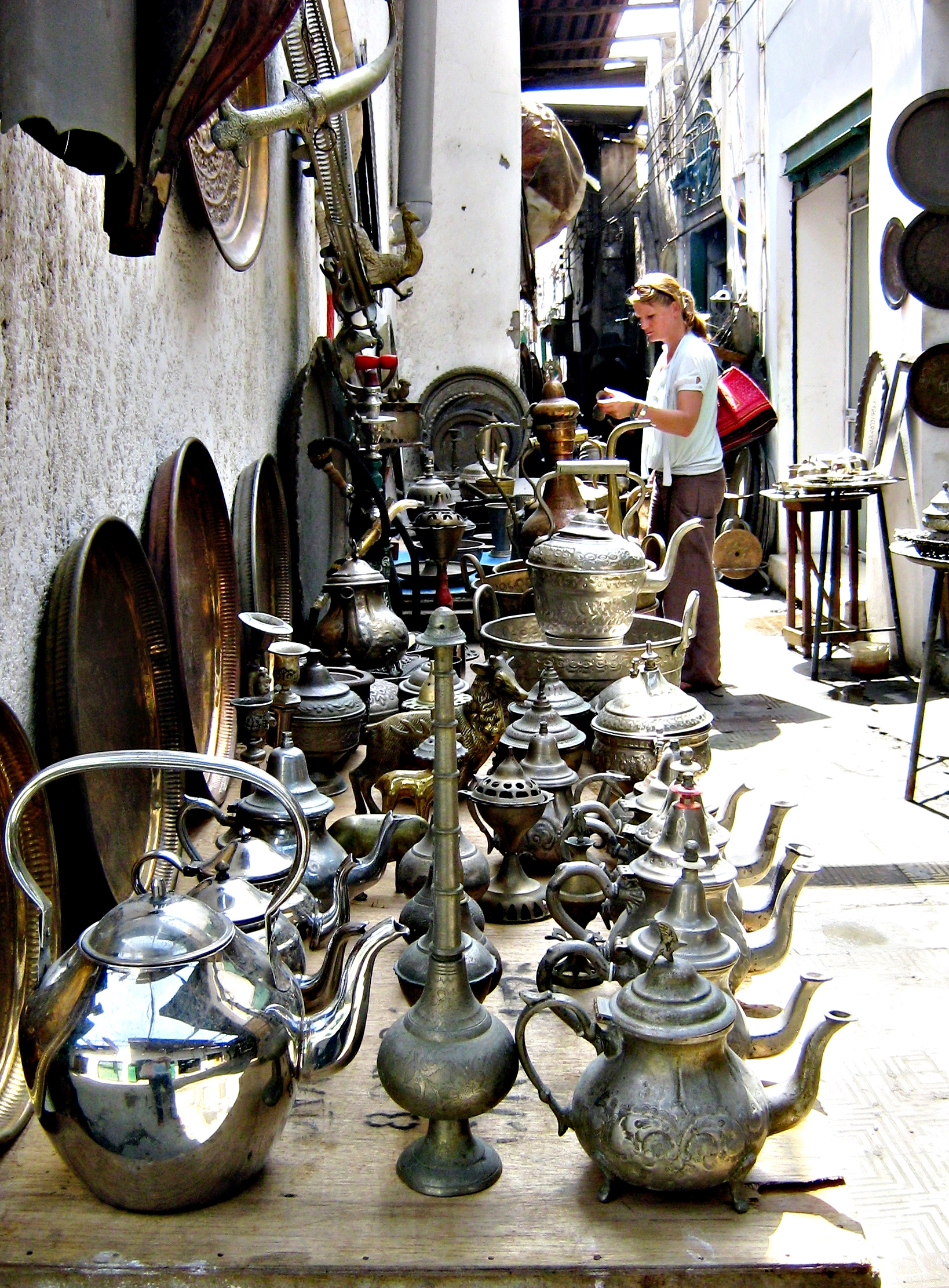
Souq ở Tripoli
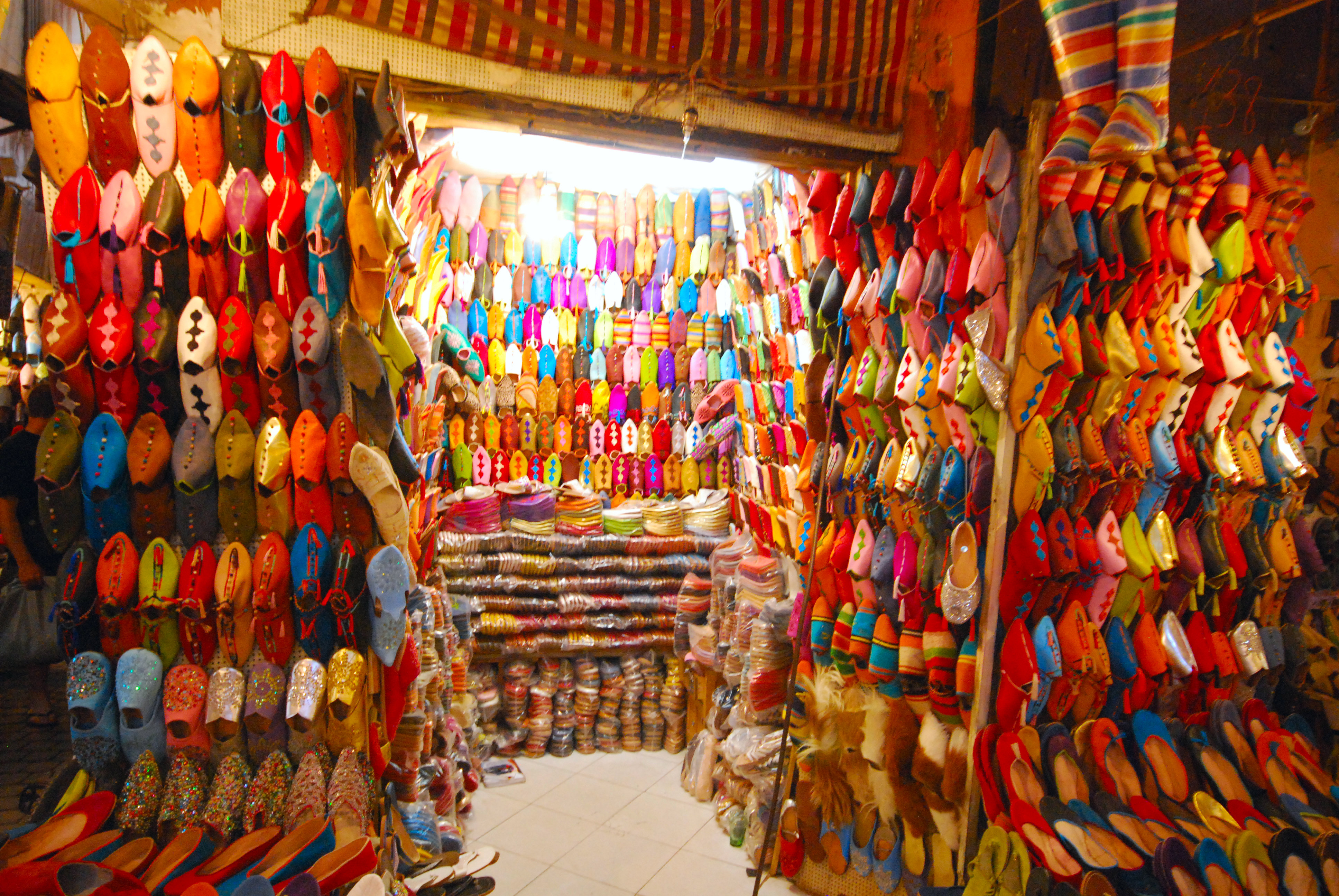
Cửa hàng đồ da tại souq ở ERICesh
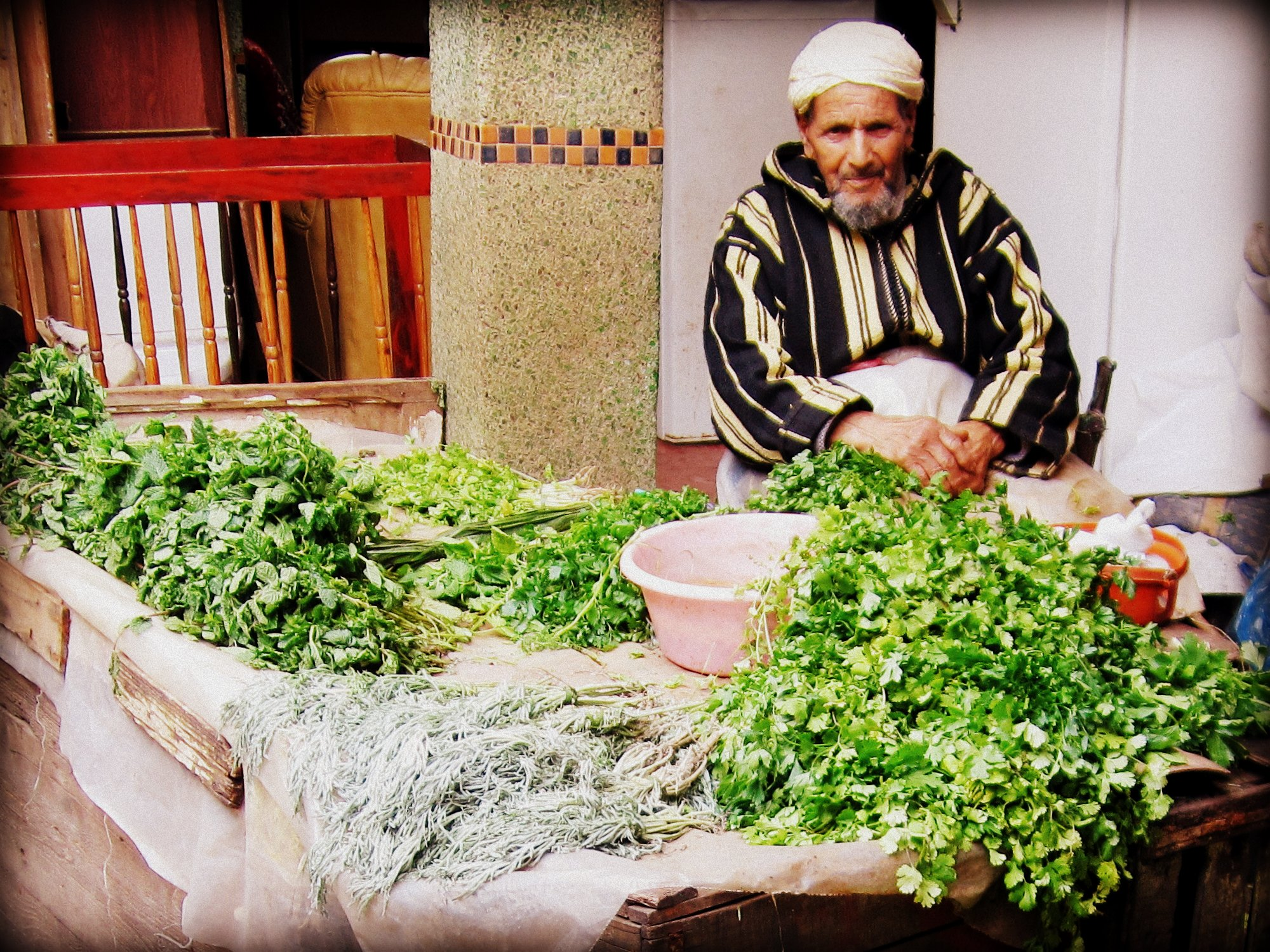
Souq ở Rabat, Maroc
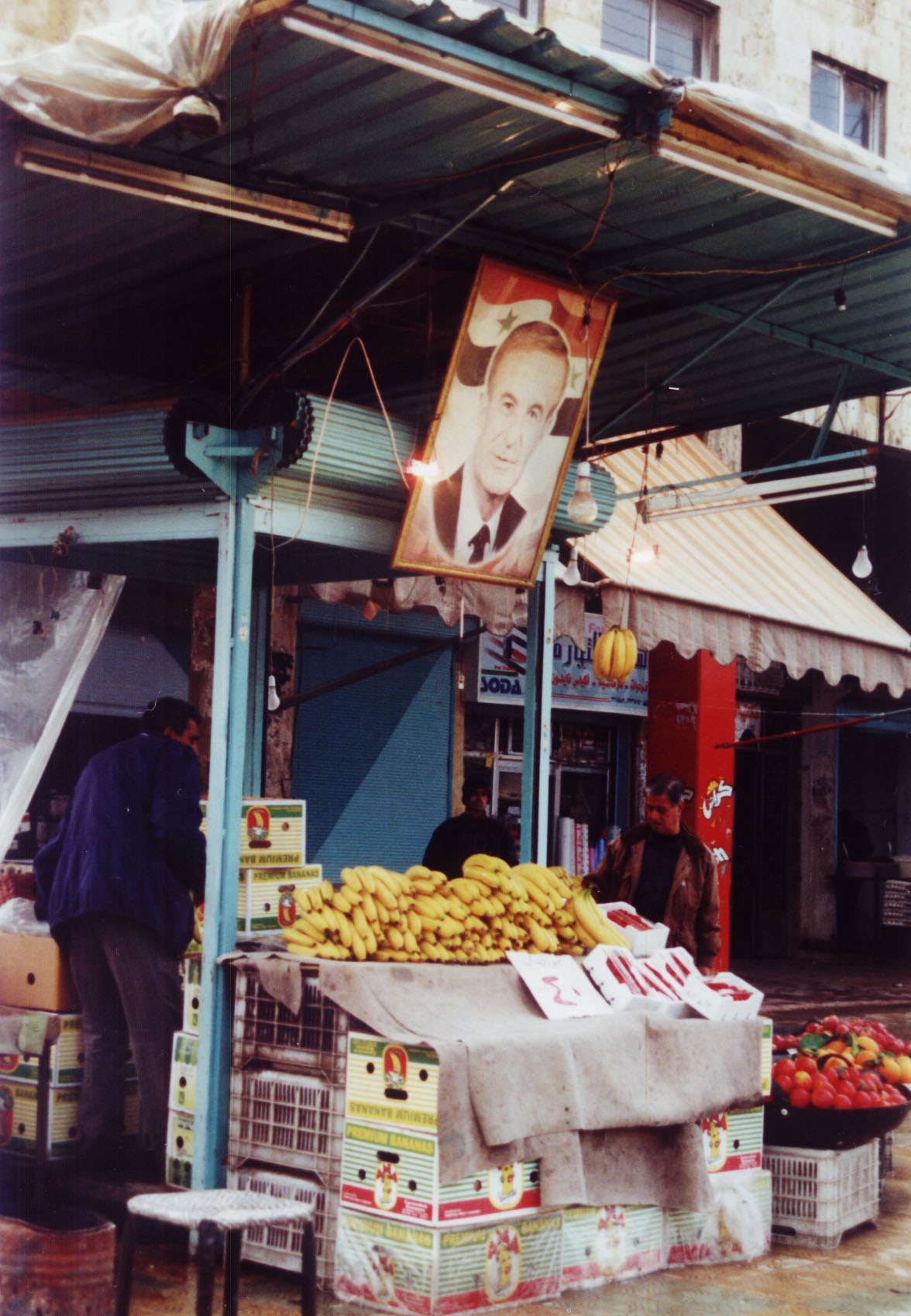
Assad souq, Syria, 2001
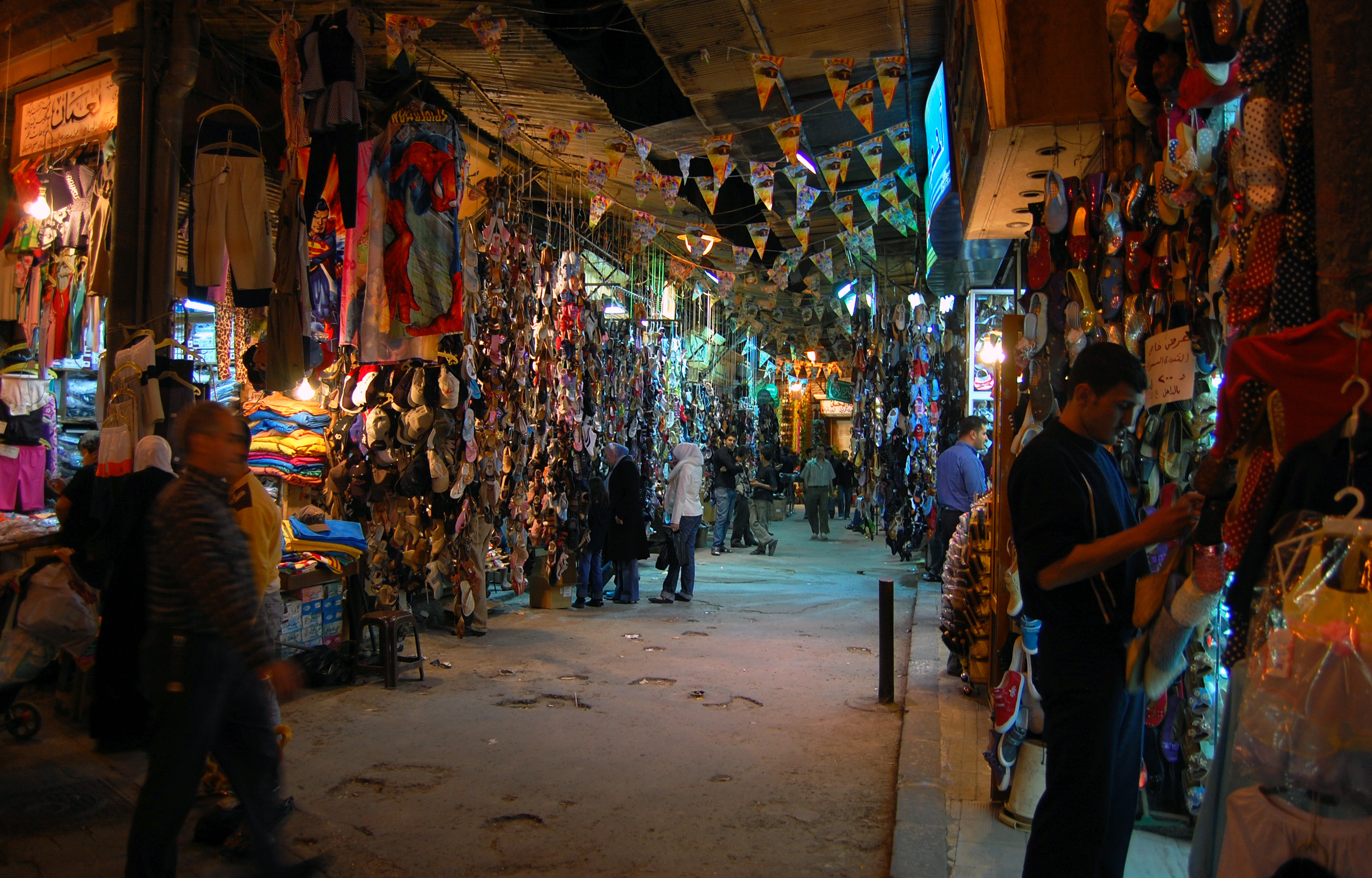
Souq cổ đại bao phủ, Aleppo, Syria

## Tổ chức

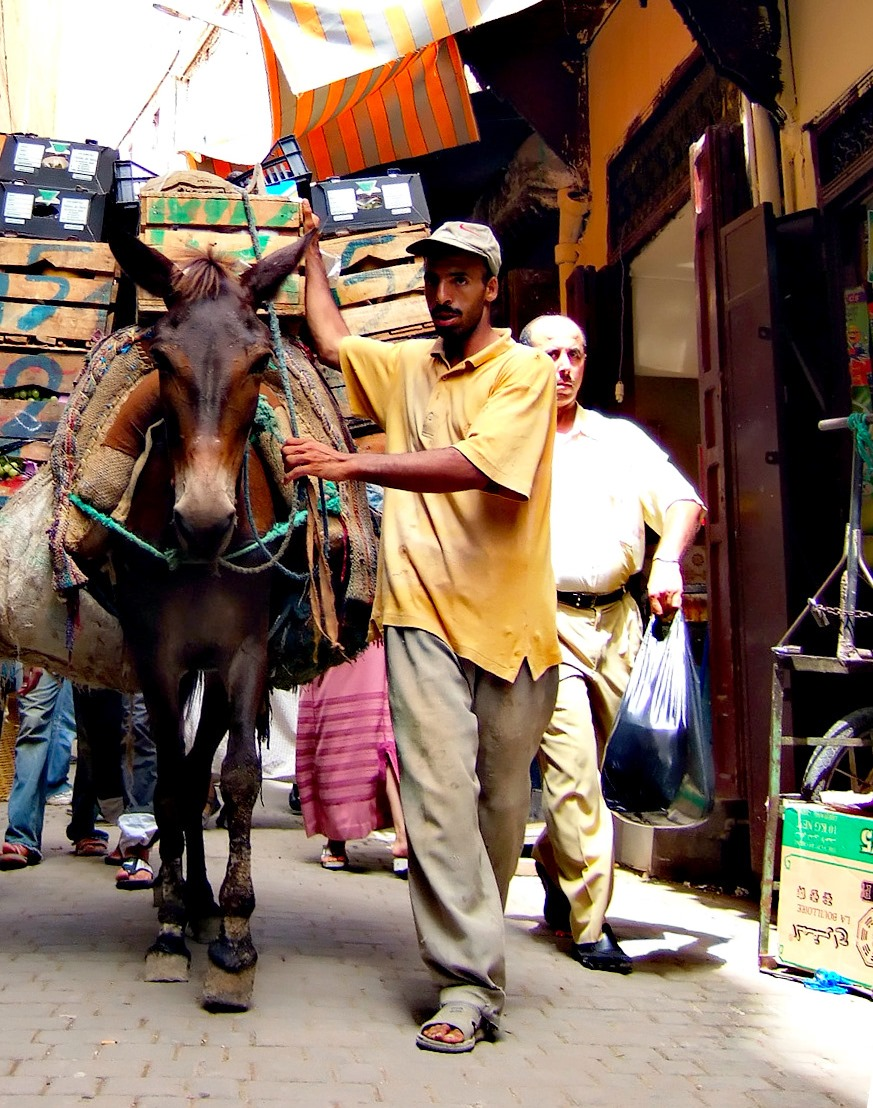
Mule di chuyển hàng hóa xung quanh trong khu phố cổ không có xe hơi, Fes, Morocco

Gharipour đã chỉ ra rằng mặc dù tính trung tâm của souq và chợ trong lịch sử Trung Đông, tương đối ít được biết đến do thiếu bằng chứng khảo cổ học. Theo truyền thống, Souq được chia thành các bộ phận chuyên kinh doanh các loại sản phẩm cụ thể, trong trường hợp souq thường được đặt trong một vài con phố hẹp và được đặt tên theo sản phẩm mà nó chuyên về như souq vàng, souq vải, souq gia vị, souq da, souq sao chép (cho sách), vv Điều này thúc đẩy cạnh tranh giữa những người bán và giúp người mua dễ dàng so sánh giá cả.
Đồng thời toàn bộ cuộc tập hợp như vậy được gọi chung là souq. Một số ví dụ nổi bật là Souq Al-Melh ở Sana'a, Manama Souq ở Bahrain, Bizouriyya Souq ở Damascus, Saray Souq ở Baghdad, Khan Al-Zeit ở Jerusalem và Zanqat Al-Niswaan ở Alexandria.
Mặc dù mỗi khu phố trong thành phố sẽ có Souq địa phương bán thực phẩm và các nhu yếu phẩm khác, souq chính là một trong những cấu trúc trung tâm của một thành phố lớn, bán hàng hóa lâu bền, xa xỉ và cung cấp các dịch vụ như đổi tiền. Xưởng sản xuất hàng hóa được bán (trong trường hợp một thương gia bán sản phẩm được sản xuất tại địa phương) thường nằm xa souq chính. Souq là một đơn vị quản lý của thành phố. Muhtasib chịu trách nhiệm giám sát các hoạt động kinh doanh và thu thuế cho một souq nhất định trong khi Arif là người giám sát cho một giao dịch cụ thể.
Mua sắm tại souq hoặc chợ là một phần của cuộc sống hàng ngày trên khắp Trung Đông. Giá cả thường được thiết lập bằng cách mặc cả, còn được gọi là mặc cả, giữa người mua và người bán.

## Trong văn học nghệ thuật
Vào thế kỷ 18 và 19, khi người châu Âu bắt đầu chinh phục các vùng của Bắc Phi và Levant, mối quan tâm đến văn hóa và kiến trúc Trung Đông bắt đầu phát triển. Sở thích này sinh ra một thể loại tác phẩm văn học và tranh vẽ được gọi là chủ nghĩa phương Đông. Một sự phát triển của cả tiểu thuyết phương Đông và văn bản du lịch đã xảy ra trong thời kỳ đầu hiện đại và nhiều tác phẩm này được minh họa một cách xa hoa với những hình khắc của cảnh sống phương Đông hàng ngày, bao gồm cảnh thị trường và buôn bán trên thị trường. Một số trong những tác phẩm này được tuyên truyền được thiết kế để biện minh cho chủ nghĩa đế quốc châu Âu ở phương Đông, tuy nhiên nhiều nghệ sĩ đã dựa rất nhiều vào kinh nghiệm hàng ngày của họ để lấy cảm hứng trong tác phẩm nghệ thuật của họ. Ví dụ, Charles D'Oyly, người sinh ra ở Ấn Độ, đã xuất bản cuốn Cổ vật của Dacca với một loạt 15 tấm khắc của Dacca [nay là Bangladesh, Bangladesh] có cảnh chợ, thương mại, tòa nhà và đường phố. Nghệ sĩ nổi tiếng trong thể loại Đông phương học bao gồm: Jean-Léon Gérôme Delacroix (1824-1904), Alexandre-Gabriel Decamps (1803-1860), Frederic Leighton (1830-1896), Eugène Alexis Girardet 1853-1907 và William Holman Hunt (1827- 1910) tất cả những người tìm thấy cảm hứng trong cảnh đường phố, thương mại và thương mại phương Đông.

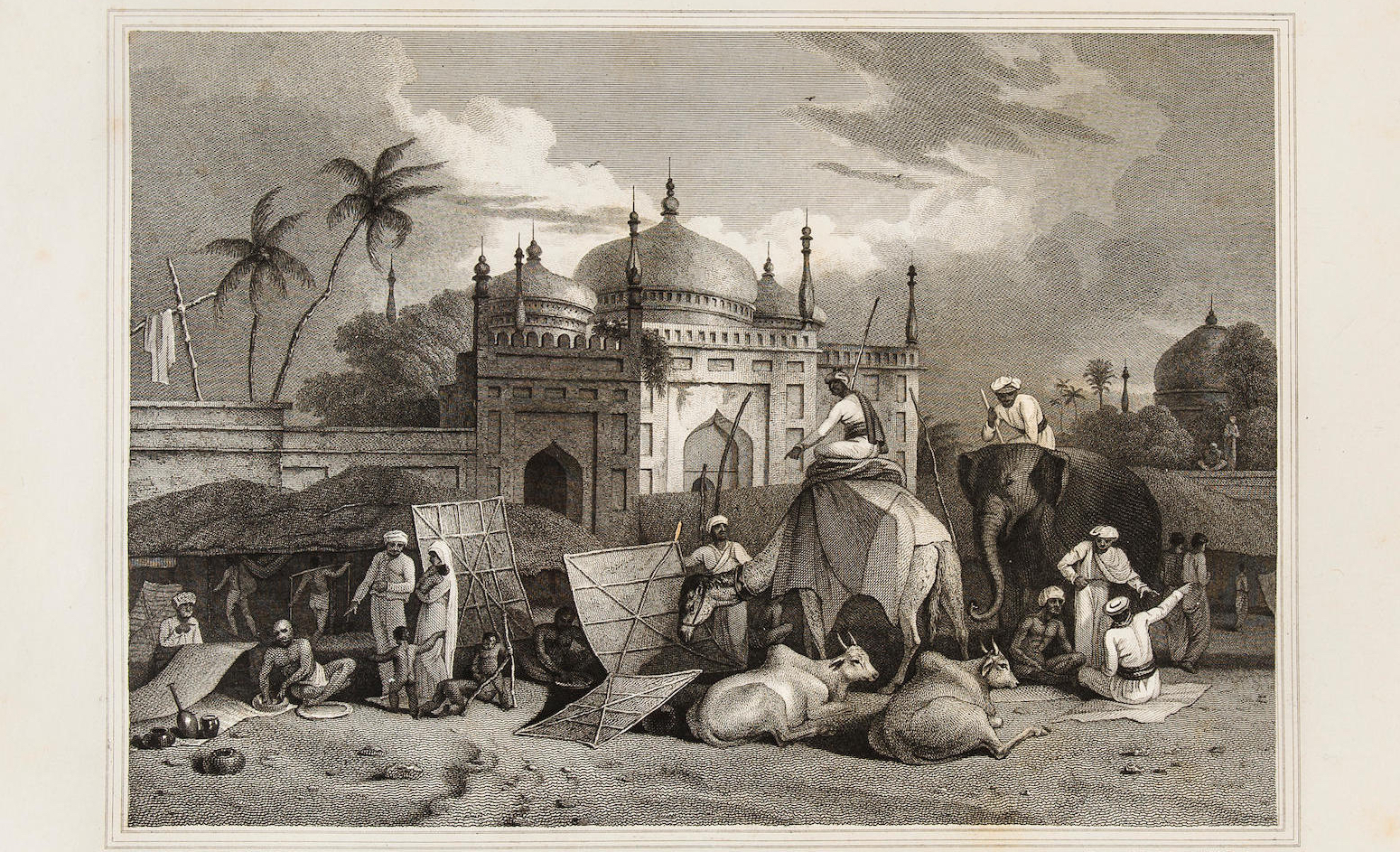
The Chouk [souk], khắc từ Cổ vật của Dacca của Charles D'Oyly, 1814
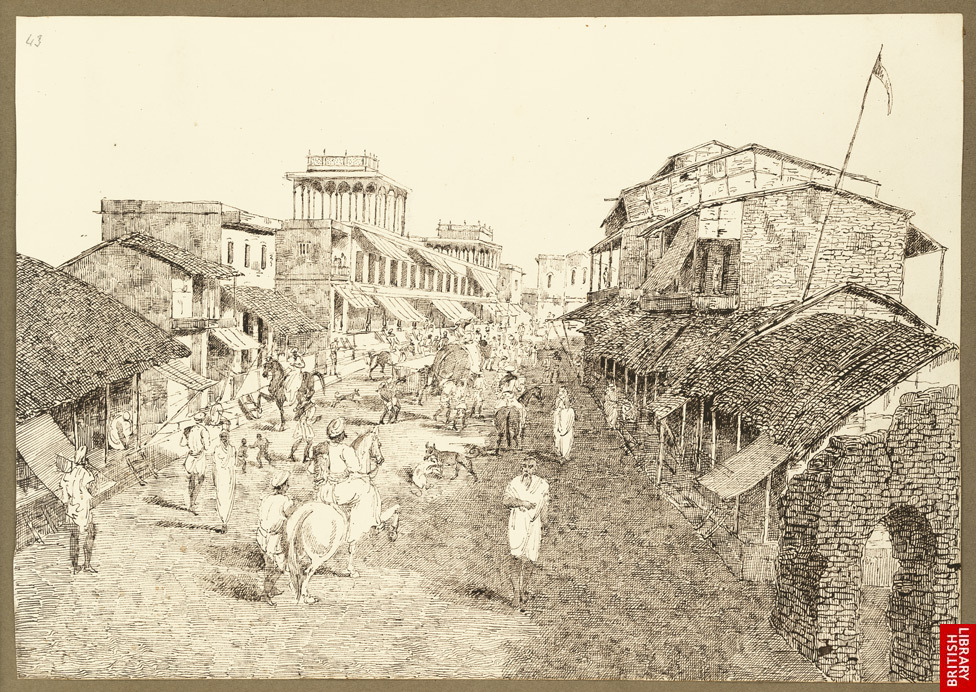
Gossain Katra, Chowk, Patna, bởi Charles D'Oyley, 1823-1825
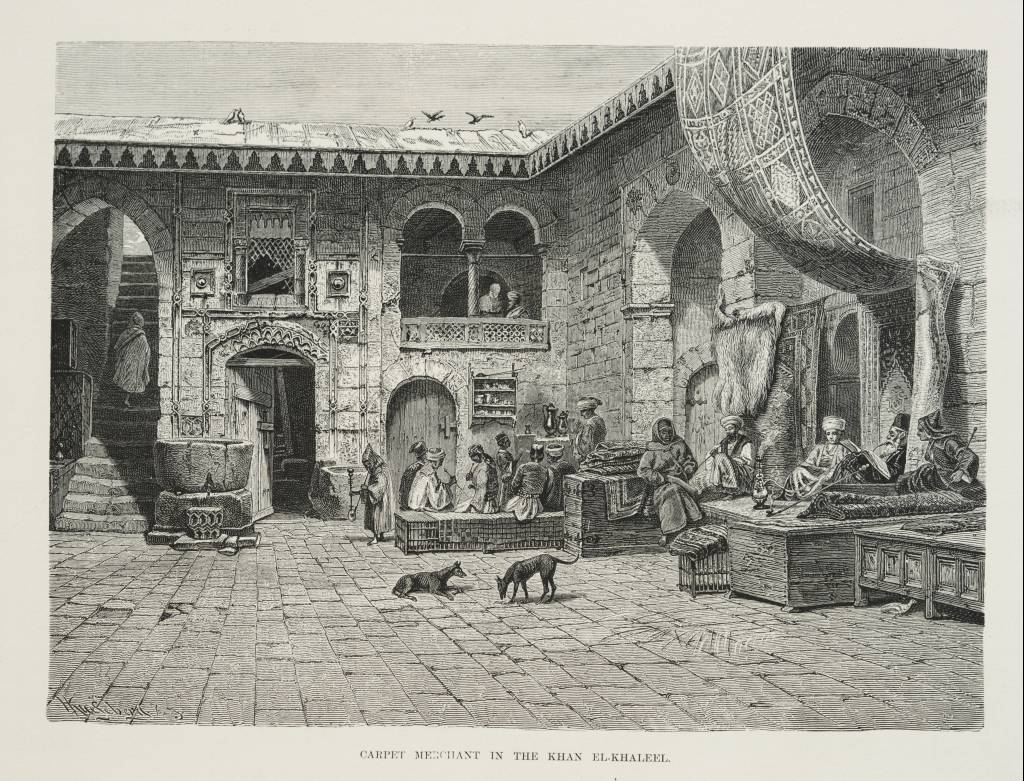
Thảm thương gia ở Khan el Khaleel, 1878
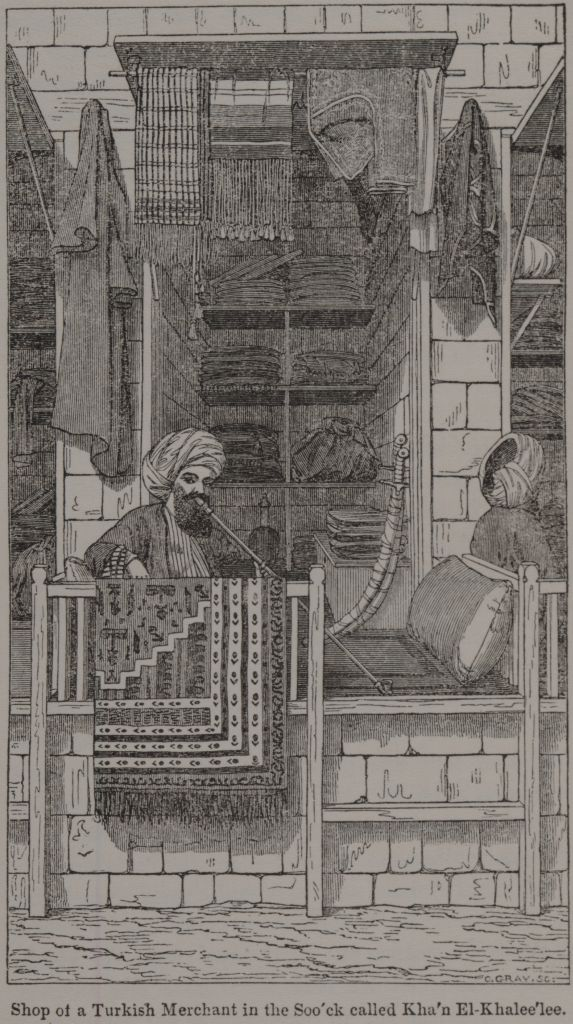
Cửa hàng của một thương gia Thổ Nhĩ Kỳ ở Soo'ck có tên Kha'n El-Khalee'lee, 1836
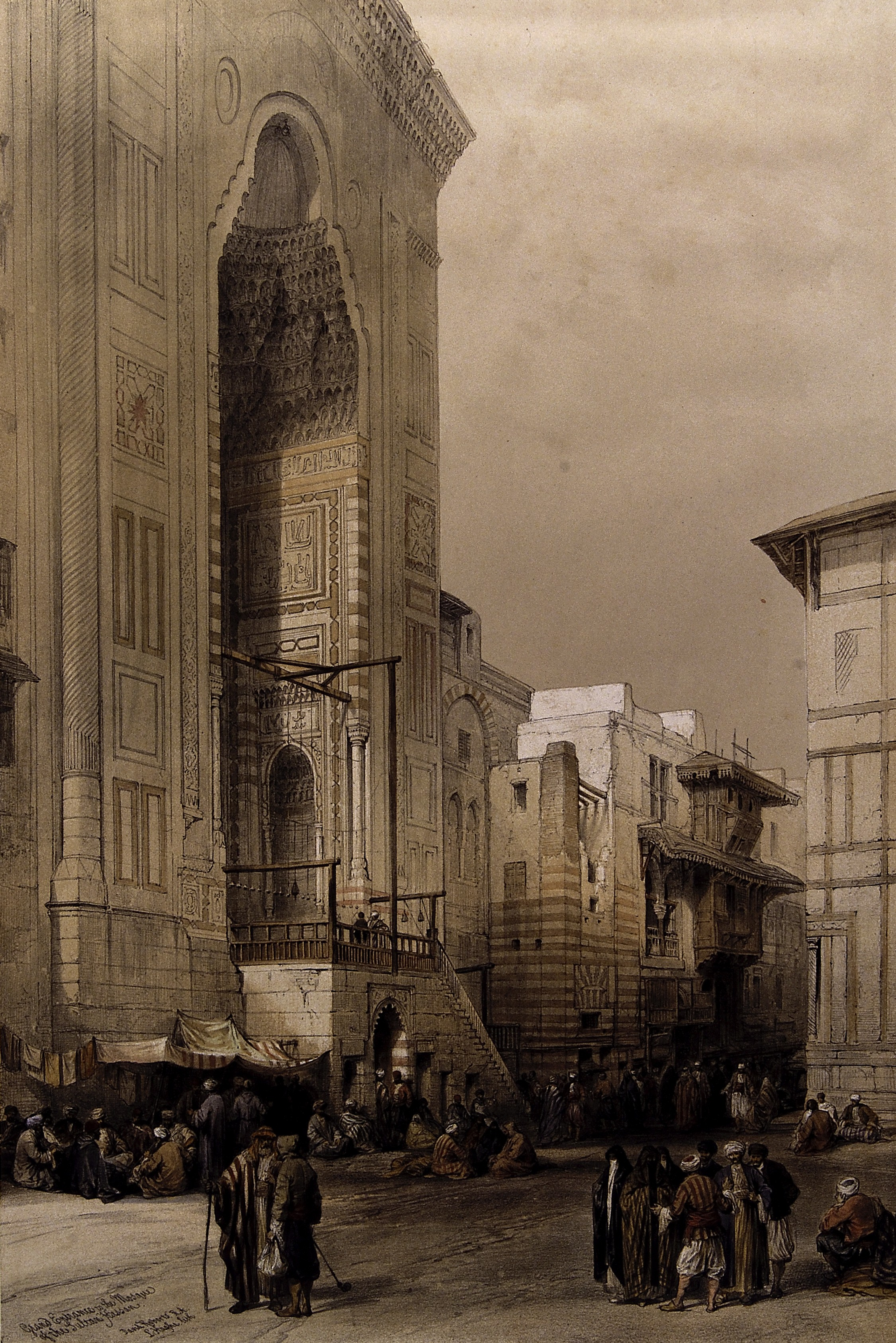
Chợ đường phố với Nhà thờ Hồi giáo Sultan Hassan, Ai Cập, thạch bản của Louis Haghe sau David Roberts, 1849
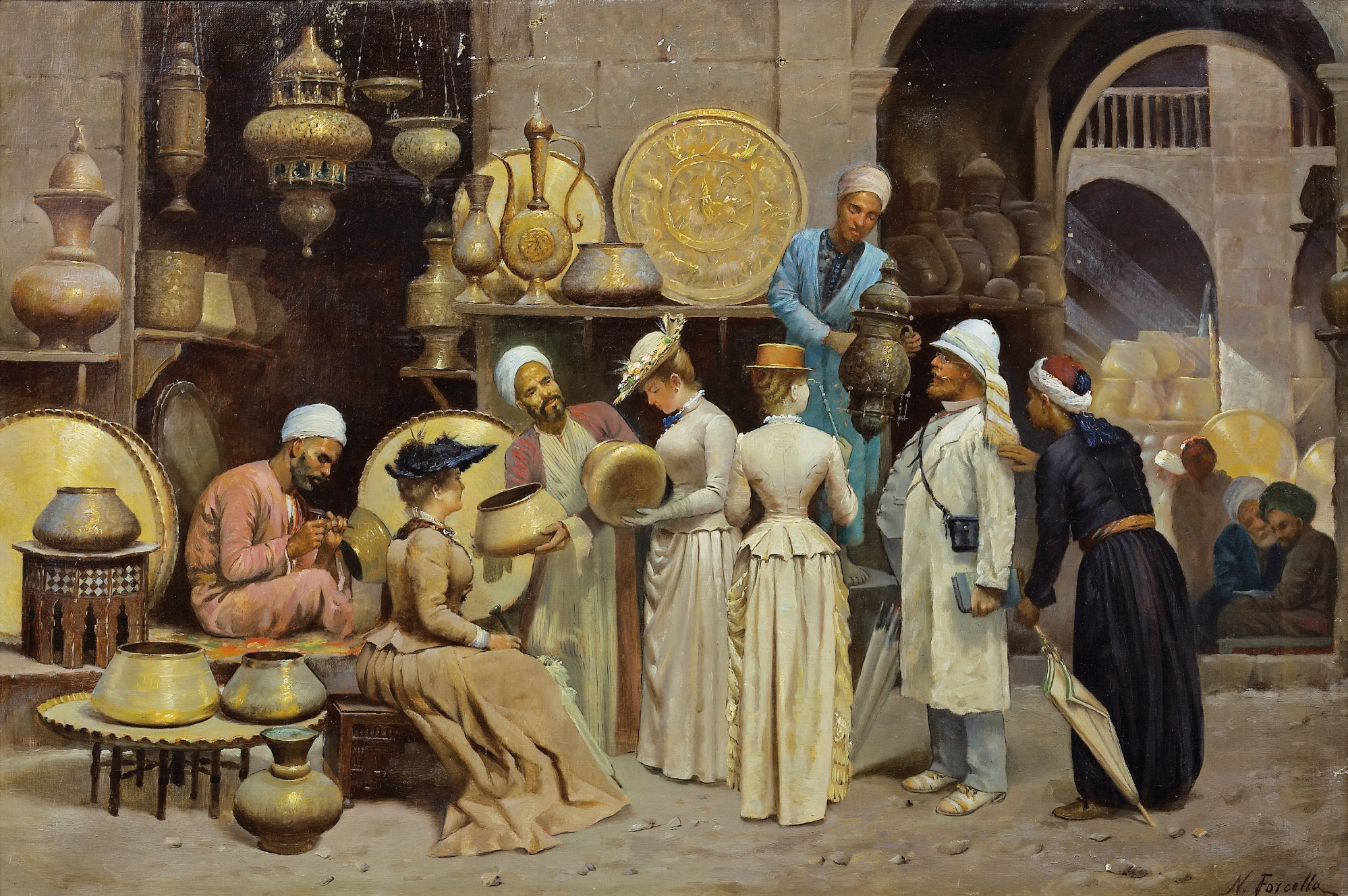
Dans le Souk aux Cuivres [In the Copper Souk] của Nicola Forcella, trước năm 1868
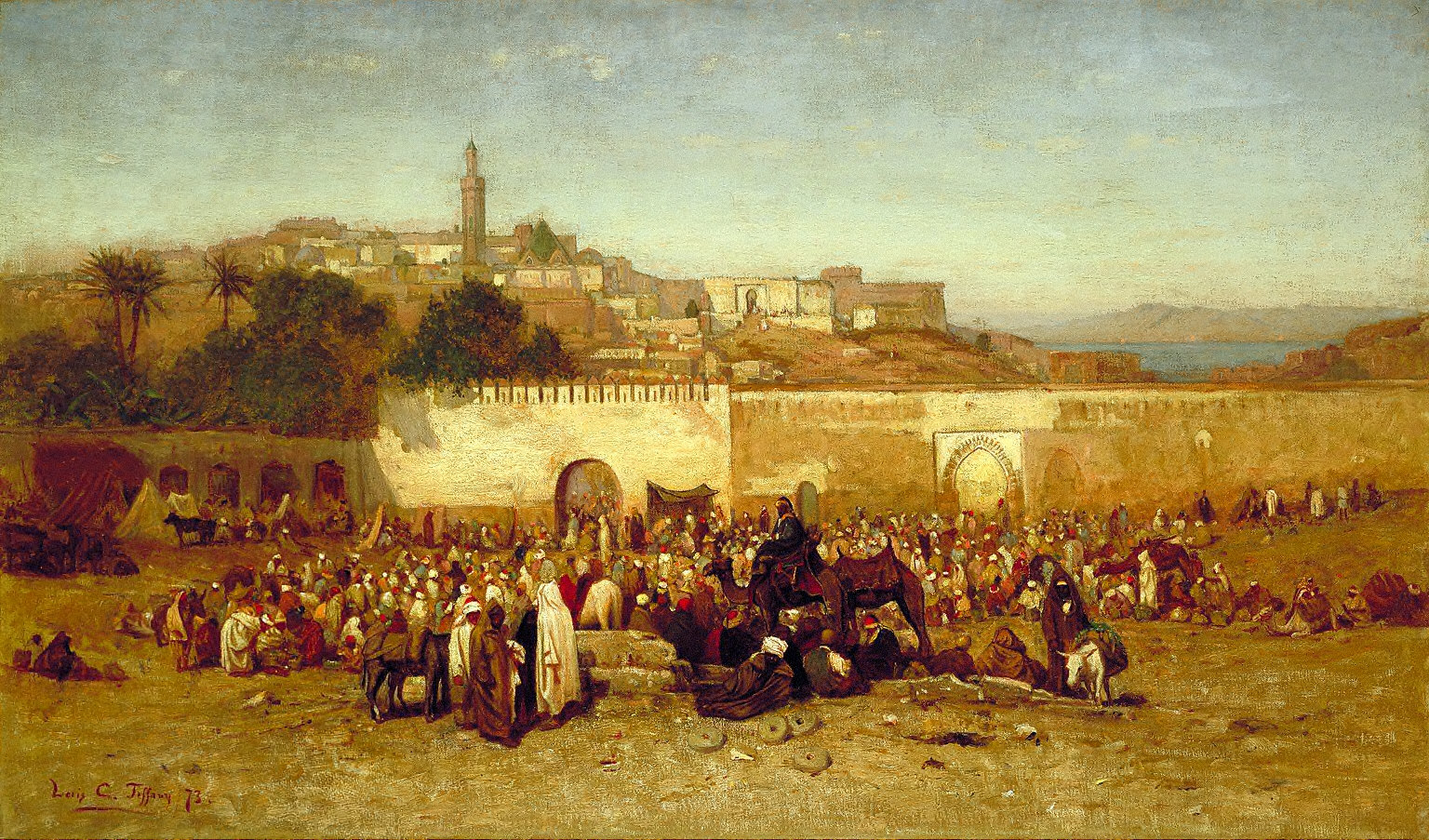
Ngày thị trường bên ngoài Bức tường Tangiers, Morocco của Louis Comfort Tiffany, 1873
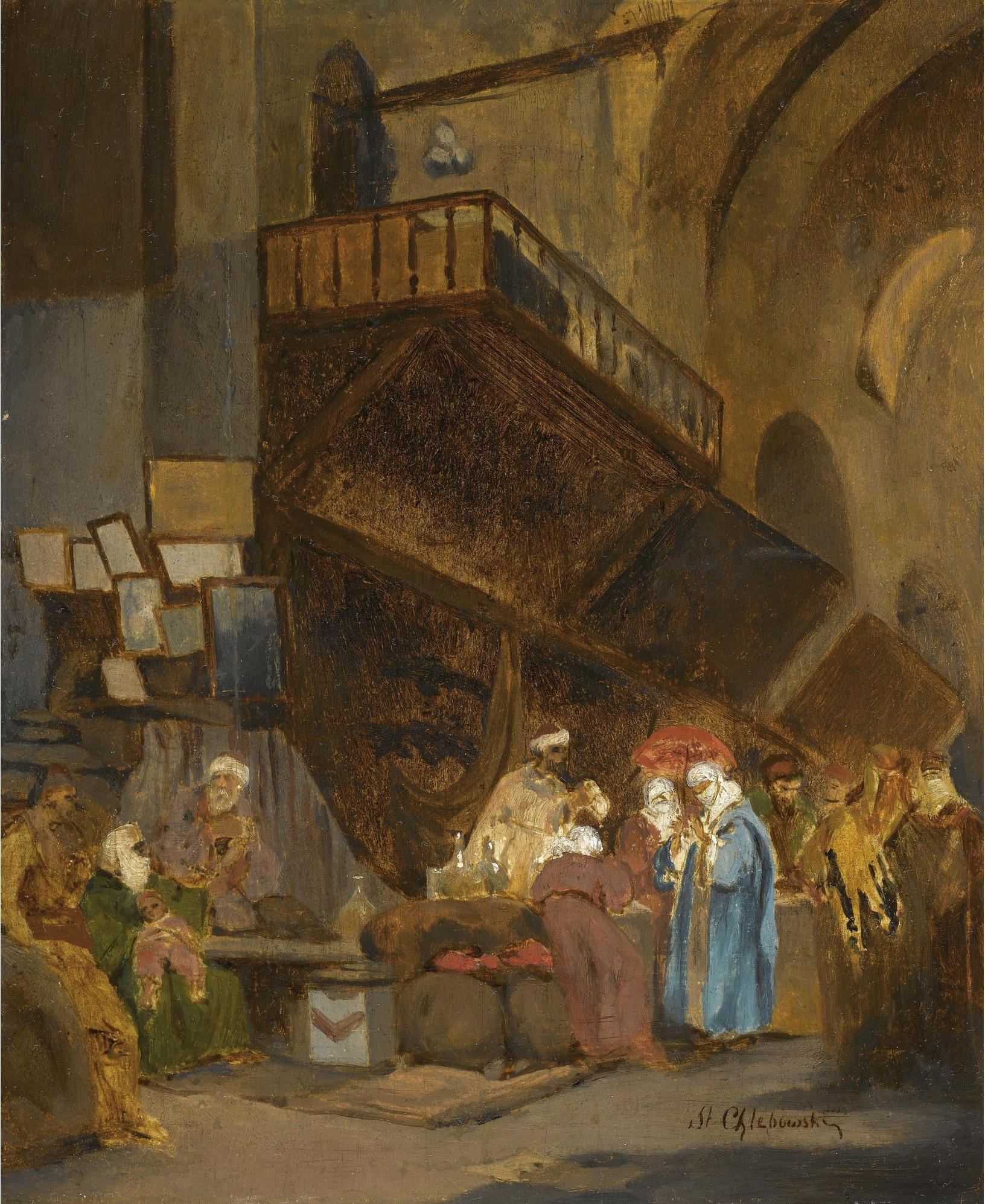
Souk tại Konstantynopolu của Stanisław Chlebowski, thế kỷ 19
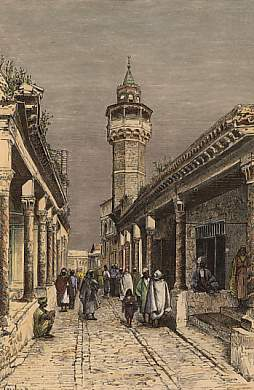
Souk tại Tunis, khắc gỗ của T. Taylor, 1886
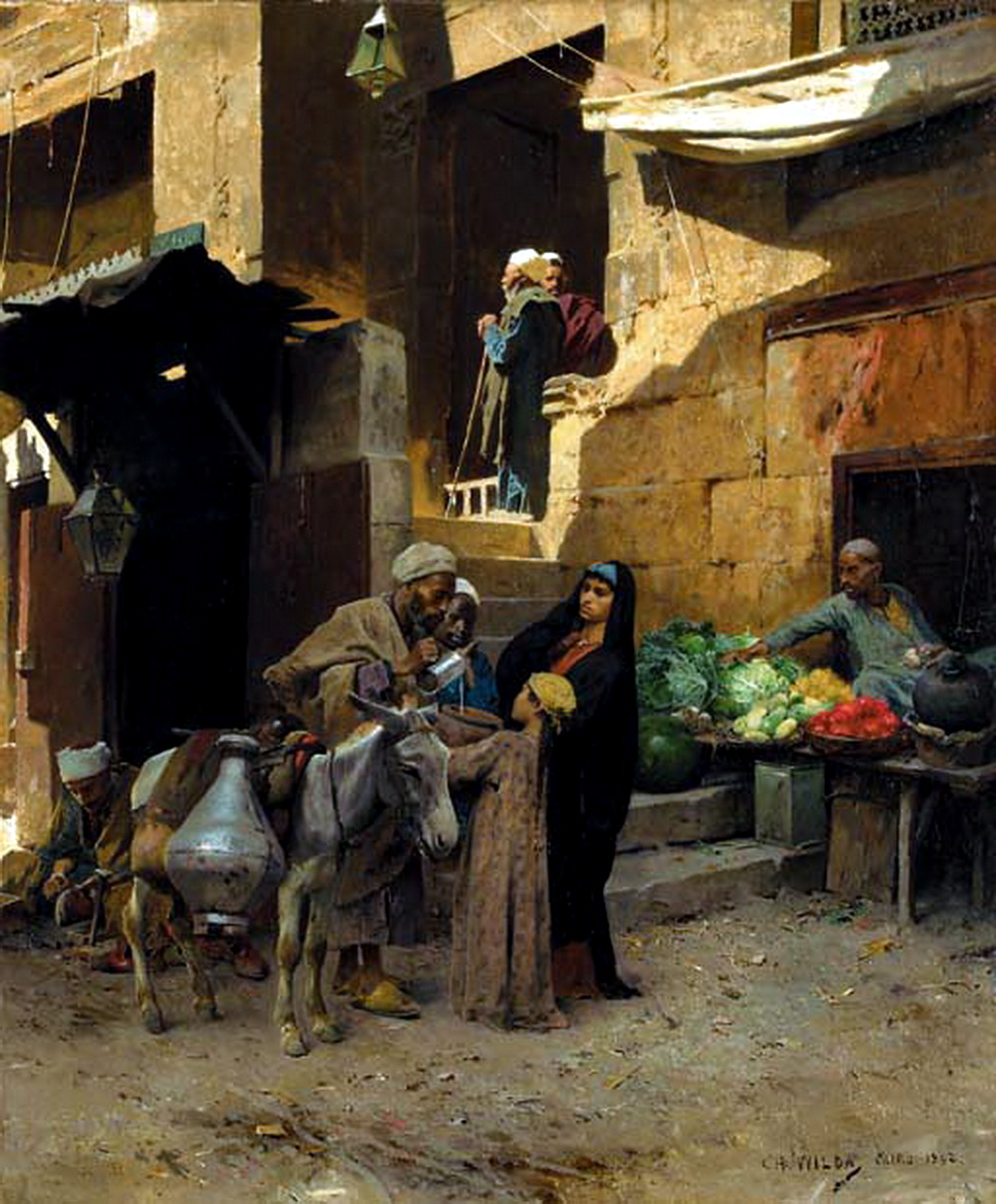
Bên trong Souk, Cairo của Charles Wilda, 1892
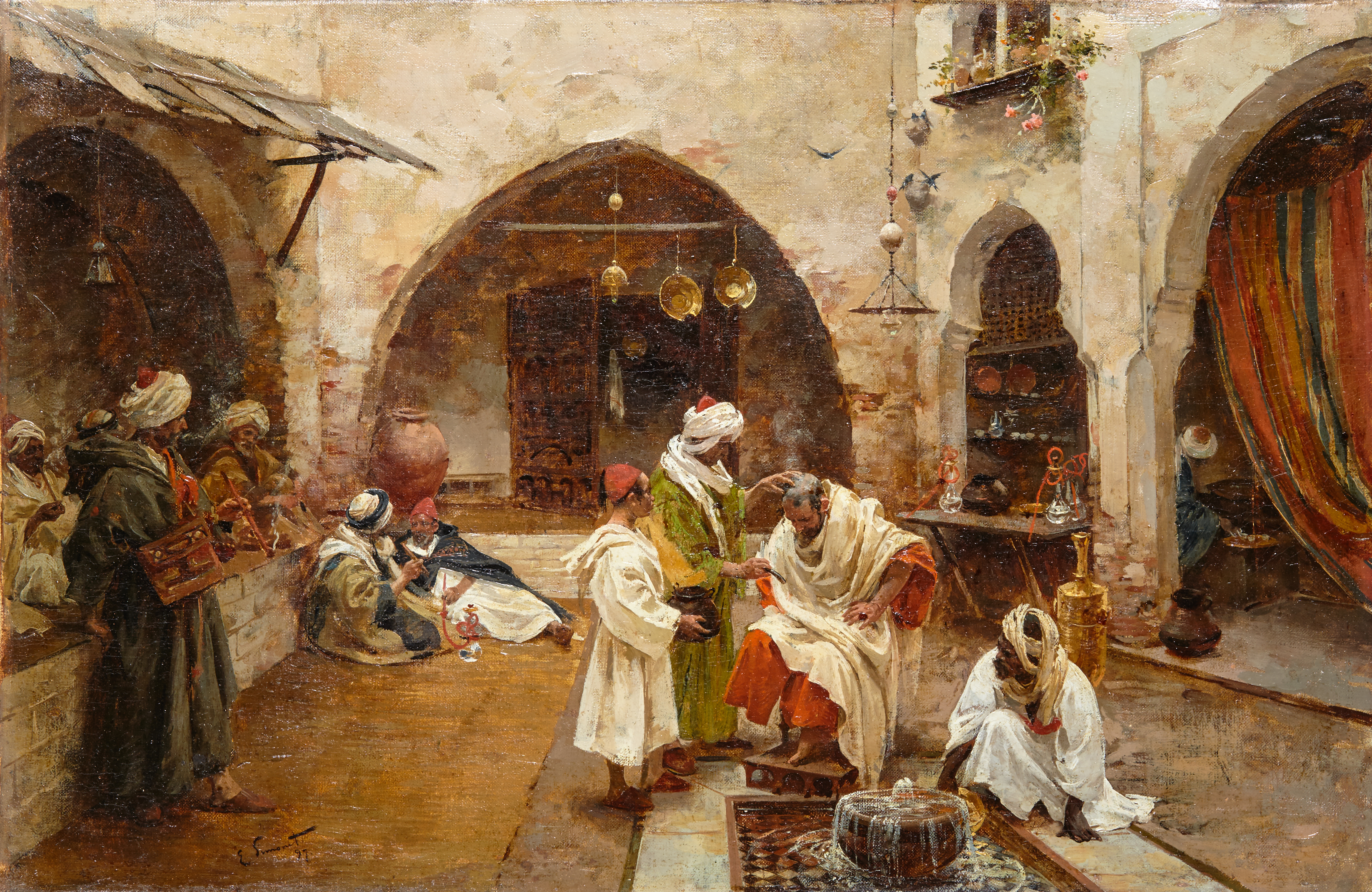
Thợ cắt tóc tại Souk của Enrique Simonet, 1897
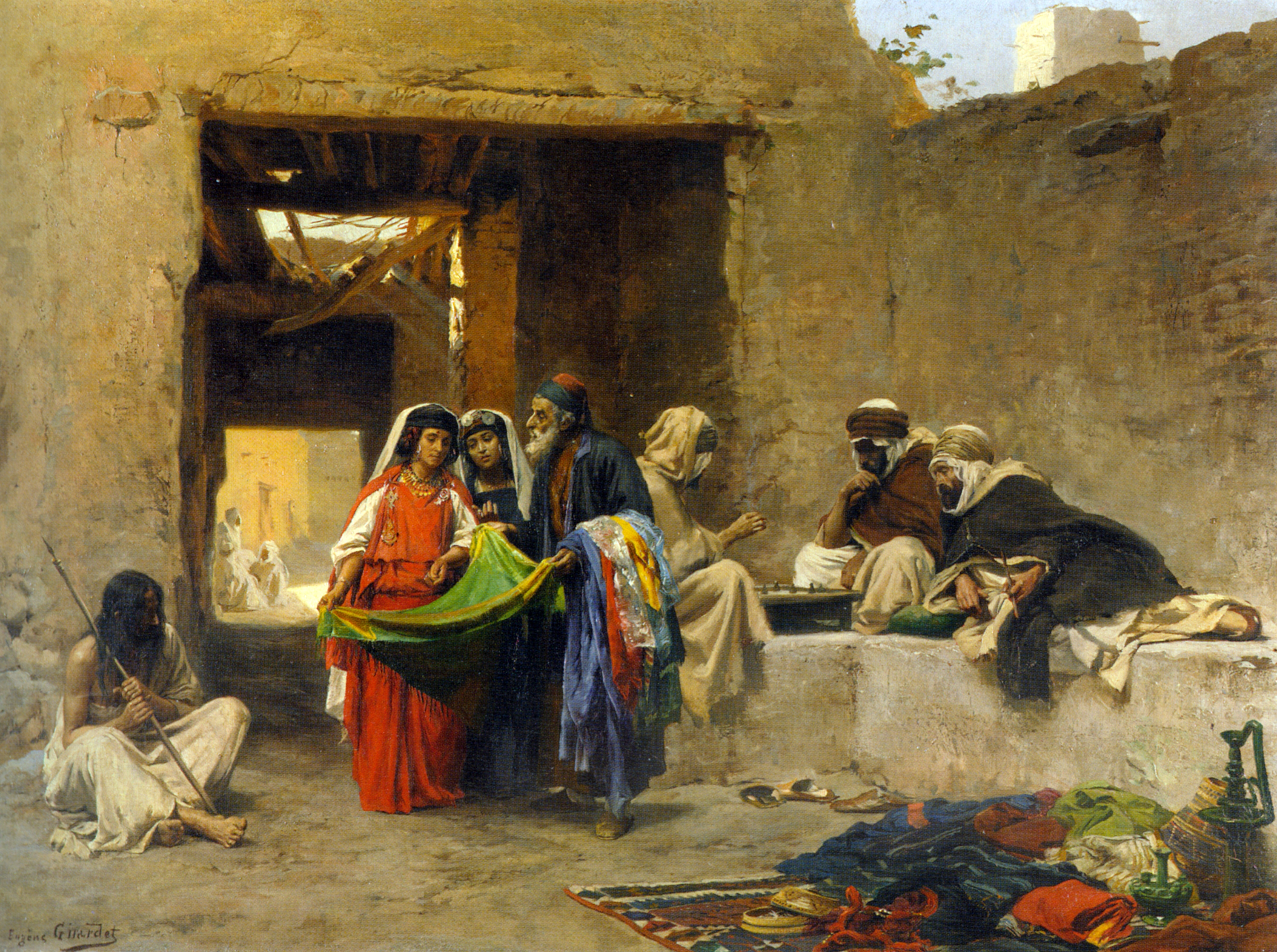
Au Souk [Tại Souk], bởi Eugène Alexis Girardet, cuối thế kỷ 19
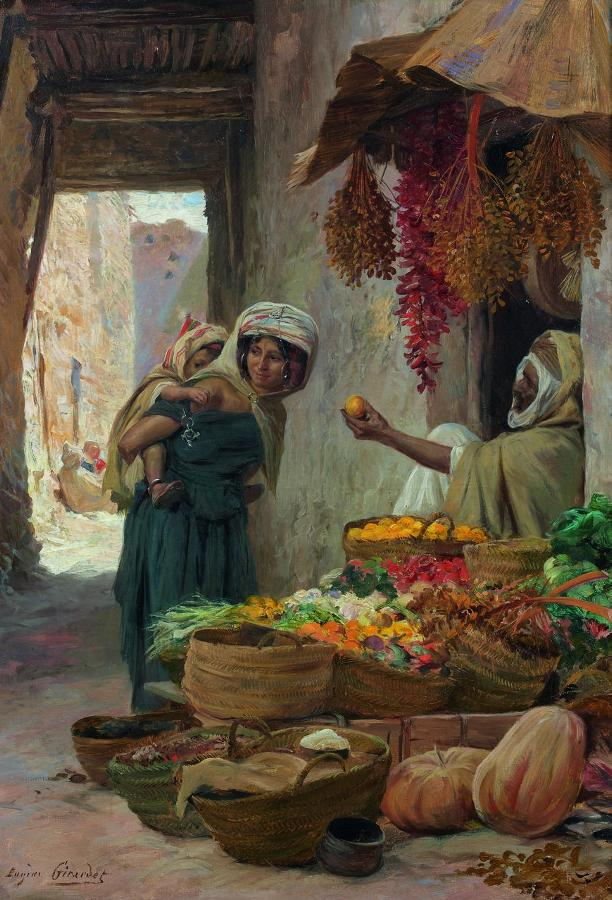
The Fruit Merchant, của Eugène Alexis Girardet, cuối thế kỷ 19
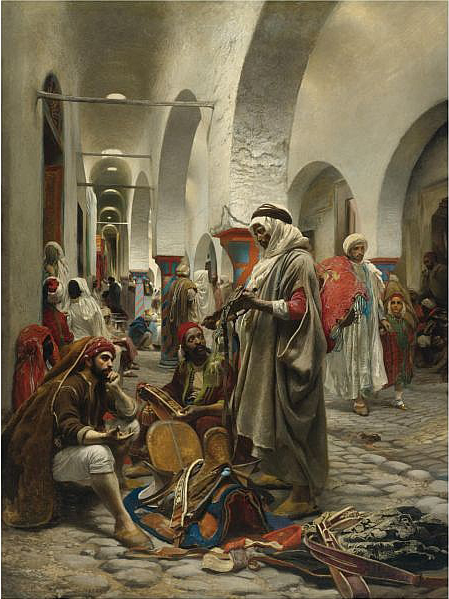
Souk des étoffes, Tunis của Anton Robert Leinweber, trước năm 1921
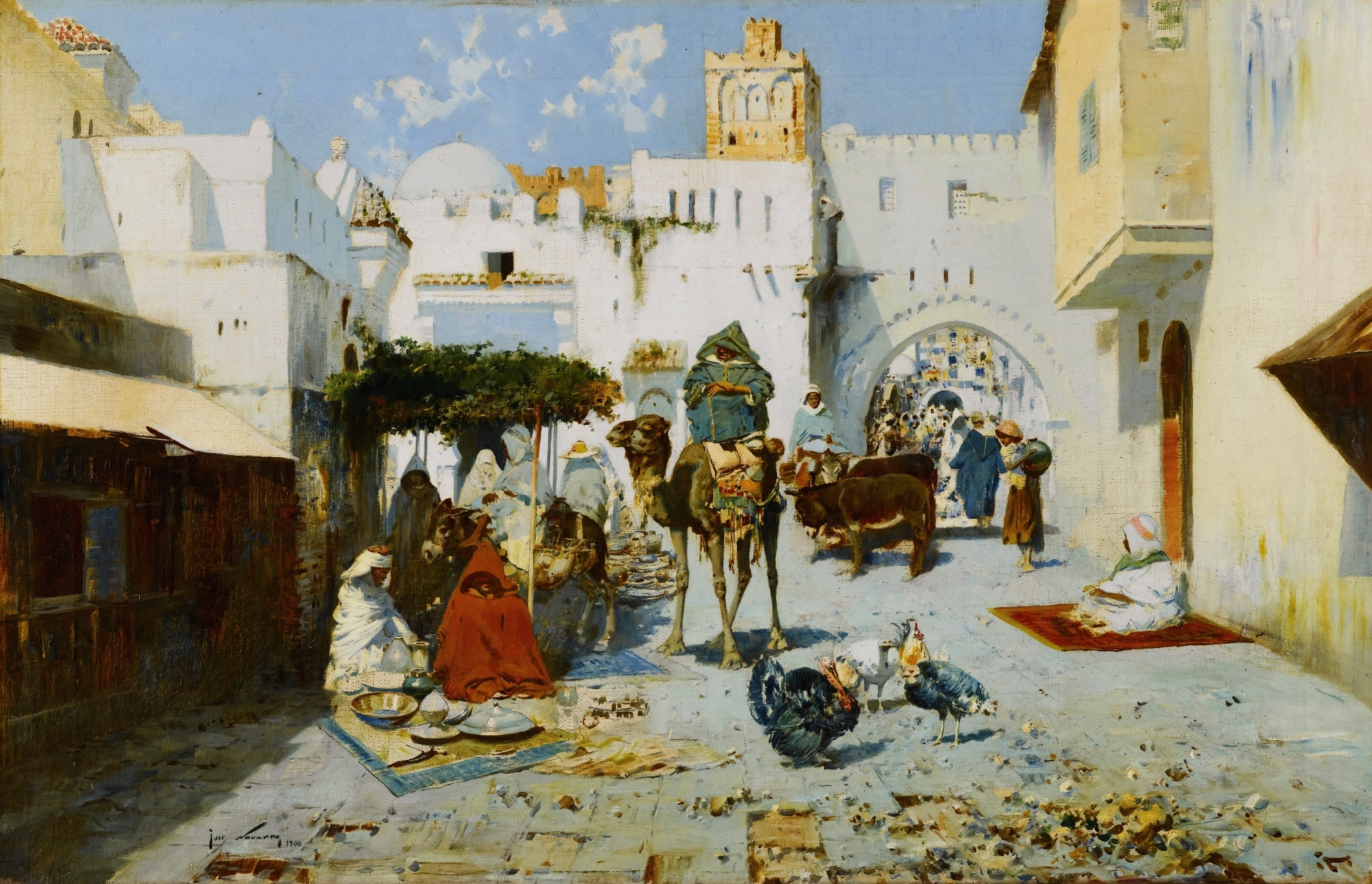
El Zoco [The Souk] của Jose Navarro Llorens, 1900
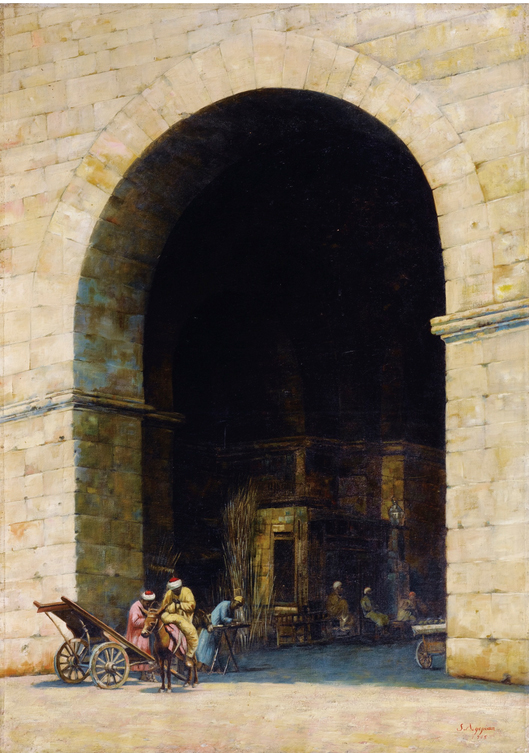
Lối vào Souk tại Constantinople, bởi Simon Agopian, 1905
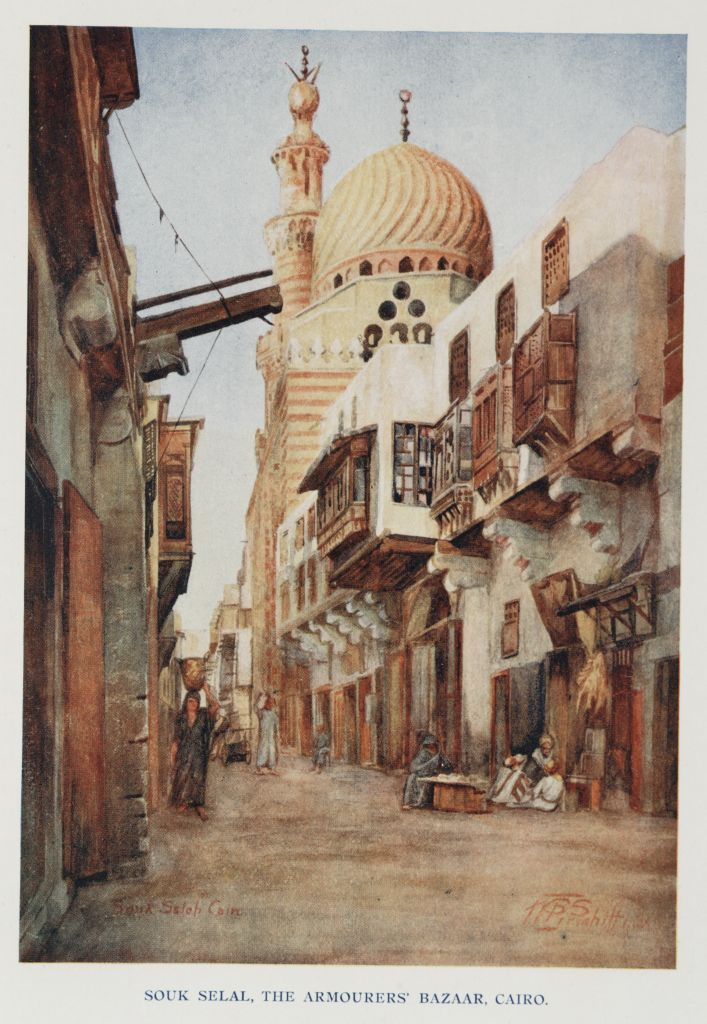
Souk Silah, Bazaar của Armourers, Cairo, từ DS Margoliouth, Cairo, Jerusalem, và Damascus: ba thành phố chính của những người Sultan Ai Cập, 1907
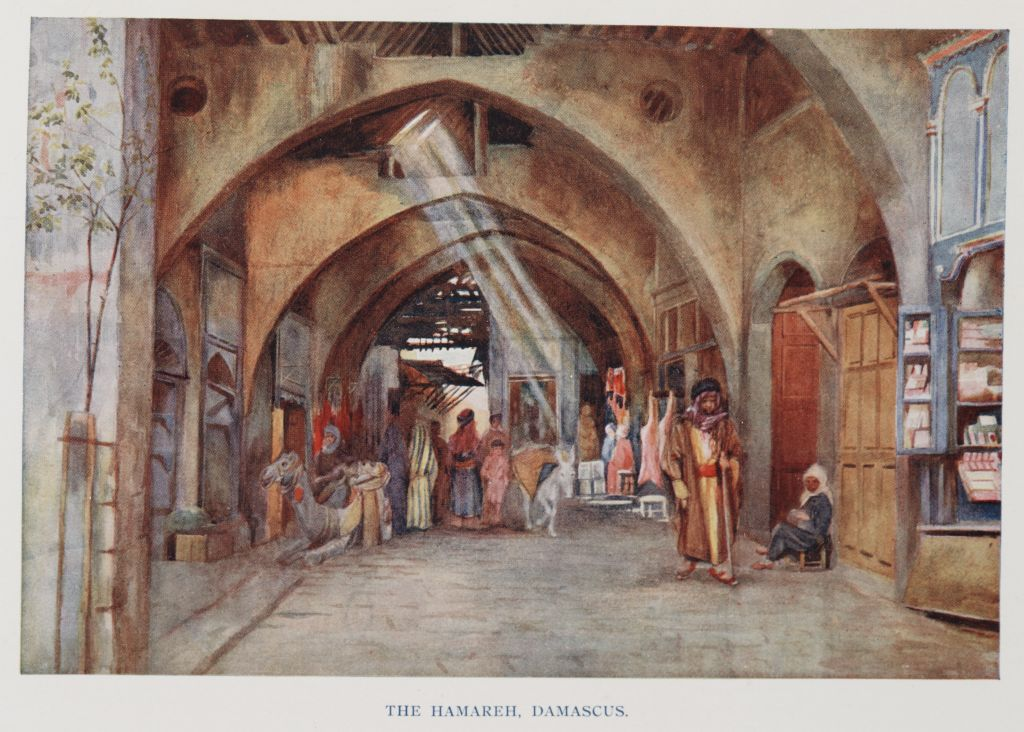
Souk Hamareh, Damascus bởi từ DS Margoliouth, Cairo, Jerusalem, và Damascus: ba thành phố chính của những người Sultan Ai Cập, 1907

## Chọn danh sách souqs
Danh sách
- Souks Beirut
- Souks ở ERICesch Morocco
- Souks của Tunis
- Danh sách souqs tại Dubai, UAE

Souqs cá nhân
- Al Mina Fruit and Vegetable souq Abu Dhabi
- Al-Buzuriyah Souq, Damascus, Syria
- Al-Hamidiyah Souq Syria
- Al Souk Al Kabir Dubai
- Al Souk Al Kabir Dubai
- Grand Socco Tangiers, Morocco
- Houmt El Souk (The Souq neighbourhood) Tunis
- Khan el-Khalili
- Mahane Yehuda Market
- Manama Souq Bahrain
- Petit Socco, also known as "Souk Dakhli", Tangiers, Morocco
- Souk Ahras Algeria
- Souk Ech-Chaouachine Tunisia
- Souk Es Sekajine Tunisia
- Souk Lahad Tunisia
- Souk Jara Jordan
- Souq al-Madina
- Souk al-Tawileh Lebanon
- Souk El Gharb Lebanon
- Souk Okaz Saudi Arabia
- Souq Waqif Qatar